# Liste ehemaliger NSDAP-Mitglieder, die nach Mai 1945 politisch tätig waren
In dieser Liste werden Personen aufgeführt, die Mitglied der NSDAP und/oder einer ihrer Gliederungen, der SA oder der SS waren und nach dem Ende des Zweiten Weltkrieges eine Rolle in der Politik spielten. Darin inbegriffen sind auch Staatssekretäre, Botschafter und andere hohe Beamte.

## Erläuterungen zur Liste
Die NSDAP wurde im Oktober 1945 von den Alliierten verboten (Kontrollratsgesetz Nr. 2 vom 10. Oktober 1945, in Kraft getreten am 12. Oktober 1945), in Österreich bereits mit dem Verbotsgesetz vom 8. Mai 1945 (heutige Fassung Verbotsgesetz 1947), das die Provisorische Staatsregierung Renner selbst beschlossen hatte.
Sofern von keinen weiteren Anhaltspunkten ausgegangen werden kann, ist für diese Liste spätestens mit diesem Datum die Mitgliedschaft in der NSDAP für die aufgelisteten Personen als beendet verstanden. Das Jahr wird dennoch als letzter Zeitpunkt erwähnt, wenn es keine Gründe für abweichende Angaben gibt. Einige der aufgeführten Personen sind dabei bereits vor der Auflösung der NSDAP aus dieser Partei ausgetreten.
Die Liste beinhaltet Angaben zum jeweiligen Zeitraum der Mitgliedschaft in der NSDAP sowie Informationen zu späterer Parteizugehörigkeit und Ausübung politischer Ämter. Die Umstände und Motive der Mitgliedschaft spielen hier keine Rolle, so dass es sich in Einzelfällen auch um Mitglieder handelt, die der Gesinnung nach keine überzeugten Nationalsozialisten waren, sondern aus Opportunismus Mitglied wurden, um z. B. Karriere zu machen. Jonas Meßner bezeichnet diese als „Konjunkturritter“. Der Politikwissenschaftler Jürgen W. Falter und Kristine Khachatryan schreiben dazu weiter: „Typische NSDAP-Mitglieder dürften [...] eher die opportunistischen Mitläufer als die weltanschaulich 150-prozentig Überzeugten gewesen sein.“ Ein weiteres Motiv könnte der gesellschaftliche Druck gewesen sein, weshalb einige zu Mitläufern wurden. Falter schreibt dazu aber: „So unterschiedlich die Motive gewesen waren, der Partei beizutreten, erfolgte der Beitritt so gut wie immer aufgrund einer individuellen Entscheidung.“ Er mahnt aber auch, „stets den Einzelfall zu betrachten, bevor man sein Urteil fällt.“
Weitergehende Informationen enthalten die verlinkten Artikel zur Person.

## Deutschland

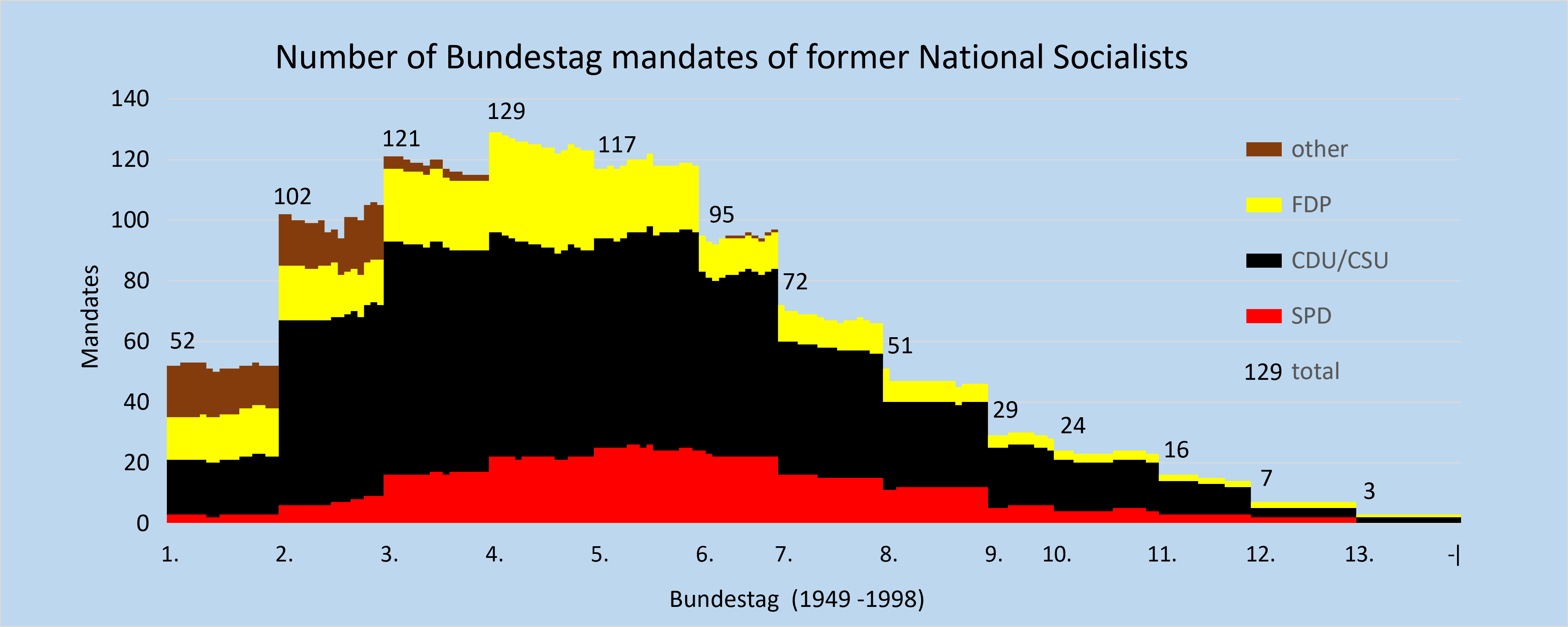
Anzahl der Bundestagsmitglieder, die vormals der NSDAP angehörten

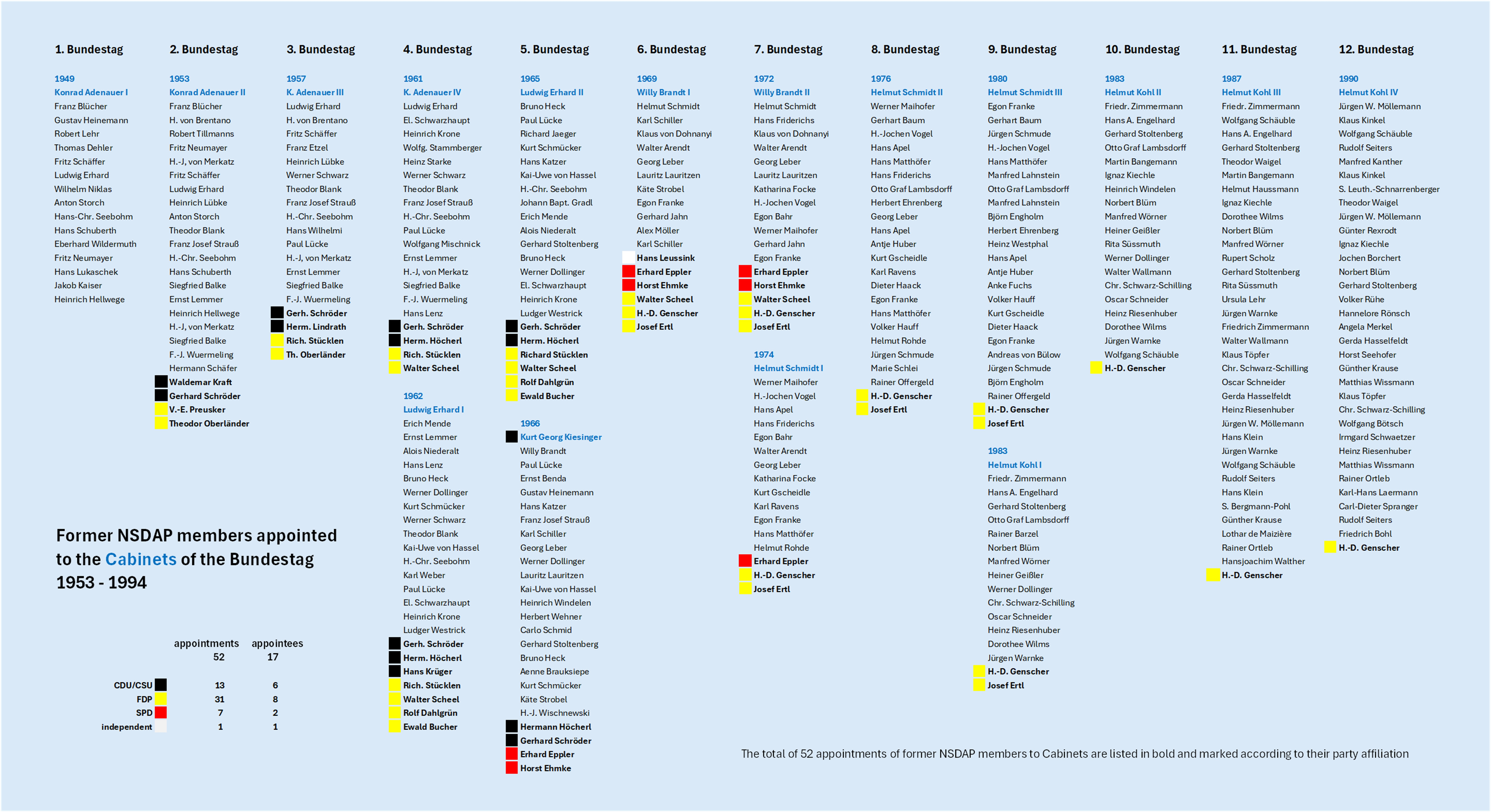
Ehemalige NSDAP-Mitglieder in den Kabinetten der Wahlperioden bis 1994

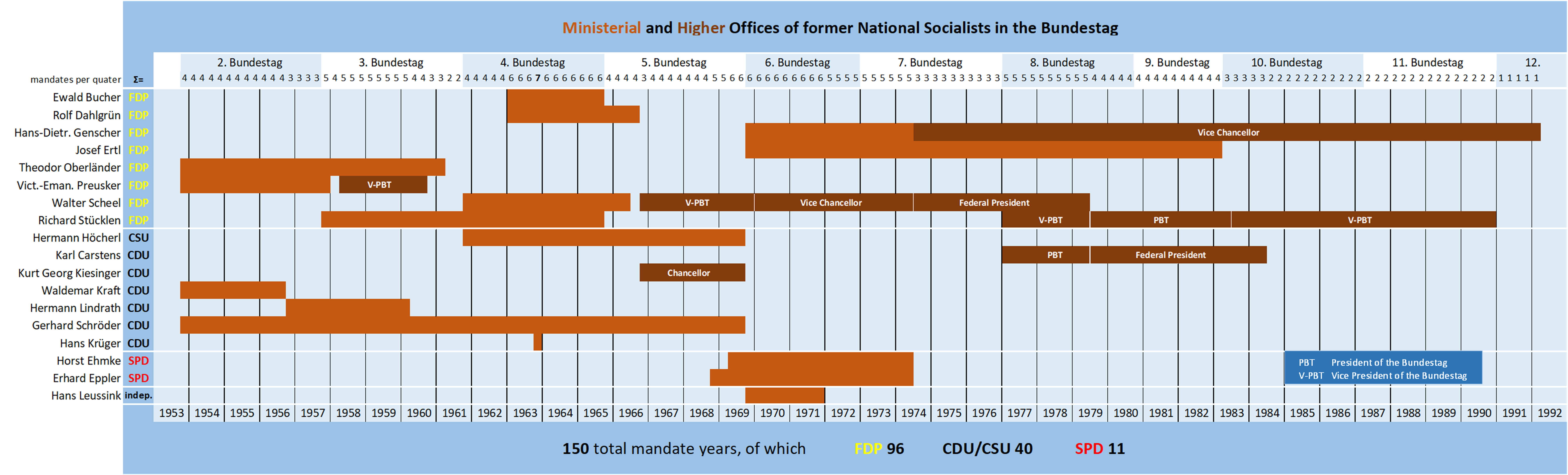
Verlauf der Amtszeiten ehemaliger NSDAP-Mitglieder in Bundeskabinetten sowie als Kanzler, Bundestagspräsidenten und Bundespräsidenten

### Westliche Besatzungszonen und Bundesrepublik Deutschland
Unter den im Deutschen Bundestag vertretenen Parteien der ersten 13 Wahlperioden (1949–1998) waren auch ehemalige NSDAP-Mitglieder als Abgeordnete im Parlament (siehe Grafik rechts oben). In absoluten Zahlen waren die meisten von ihnen Mitglieder der CDU/CSU-Fraktion, in relativen Zahlen der FDP-Fraktion, von deren Mitgliedern im 3. Bundestag bis zu 56 % vormals der NSDAP angehörten. Die Grafik zeigt die heterogenen Verhältnisse in den Bundestagsparteien SPD (max. 12 %), CDU/CSU (max. 29 %) sowie FDP (max. 56 %) der ersten 13 Legislaturperioden der BRD. Den höchsten Anteil ehemaliger NSDAP-Mitglieder erreichte der 4. Bundestag (1961–1965) mit 129 Abgeordneten, entsprechend 25 % aller Mandate. Die FDP hatte in den ersten 49 Jahren des Bundestages in elf der 13 Legislaturen den höchsten Anteil ehemaliger NSDAP-Mitglieder. Sie war in dieser Zeit insgesamt 40 Jahre lang Regierungspartei. Aus Altersgründen verließ neben zwei anderen „Ehemaligen“ auch der letzte aus der FDP Ende 1998 das Parlament. Die hohe Zahl von Bundestagsmandaten für ehemalige NSDAP-Mitglieder bewirkte, dass diese vom 2. bis 12. Bundestag (1953–1994) mitunter in großer Zahl in den Kabinetten der jeweiligen Regierungen vertreten waren. Den Rekord hält dabei der 4. Bundestag (siehe Grafik rechts Mitte), als im Kabinett Erhard I sieben der 24 Minister (inklusive Bundeskanzler) ehemalige Parteimitglieder der NSDAP waren. Das Kabinett Brandt I erreichte mit sechs von 18 einen relativen Rekord von 33 %. In der gesamten Zeit gab es im Bundestag insgesamt 140 Amtsjahre als Minister, Kanzler oder Bundestagspräsidenten, die an ehemalige NSDAP-Mitglieder vergeben wurden plus zwei Amtsperioden (zehn Jahre) des Bundespräsidenten. Von den insgesamt 150 Amtsjahren vergab die FDP mehr als 96, die CDU/CSU mehr als 40 und die SPD elf an ehemalige NSDAP-Mitglieder.
Die folgende Liste enthält nicht die Angehörigen des sogenannten „Naumann-Kreises“, eines Geheimbunds ehemaliger Nationalsozialisten.
| Name                                              | NSDAP                                                           | Parteimitgliedschaften ab 1945                                    | Amt/Ämter |
| ------------------------------------------------- | --------------------------------------------------------------- | ----------------------------------------------------------------- | --- |
| Abendschein, Heinrich (1920–1999)                 | 1940–1945                                                       | FDP                                                               | 1972–1976 Mitglied des Landtags von Baden-Württemberg |
| Achenbach, Ernst (1909–1991)                      | 1937–1945                                                       | FDP                                                               | ab 1950 Landtagsabgeordneter in Nordrhein-Westfalen, 1957–1976 Mitglied des Deutschen Bundestages, 1964–1977 Mitglied des Europaparlaments |
| Adams, Ernst (1890–1973)                          | ab 1940, auch NSV und DAF ab 1934                               | CDU                                                               | 1951–1961 Mitglied des Landtages von Rheinland-Pfalz |
| Adelmann, Raban (1912–1992)                       | ab 1939, auch SA                                                | CDU                                                               | 1957–1961 Mitglied des Deutschen Bundestages |
| Ahrens, Adolf (1879–1957)                         | ab 1934                                                         | DP                                                                | 1949–1953 Mitglied des Deutschen Bundestages |
| Ahrens, Hermann (1902–1975)                       | 1931–1945                                                       | GB/BHE bzw. GDP ab 1955                                           | 1951–1963 Mitglied des niedersächsischen Landtags, 1965–1969 Mitglied des Deutschen Bundestages, ab 1962 Bundesvorsitzender der GDP |
| Ahrens, Karl (1924–2015)                          | ab 1942                                                         | SPD                                                               | 1969–1990 Mitglied des Deutschen Bundestages, 1983–1986 Präsident der Parlamentarischen Versammlung des Europarates |
| Albrecht, Erwin (1900–1985)                       | 1936–1945, auch SA                                              | CDU                                                               | ab 1955 Landtag des Saarlandes, ab 1957 Vorsitzender der CDU-Fraktion |
| Albrecht, Hans (1923–2006)                        | 1942–1945                                                       | FDP                                                               | 1968–1995 Mitglied des Landtags von Baden-Württemberg |
| Albrecht, Karl Hans (1919–1965)                   | 1939–1945                                                       | SPD                                                               | 1960–1965 Mitglied des Landtags von Baden-Württemberg |
| Alef, Heinrich (1897–1966)                        | 1930–1945                                                       | FDP                                                               | kandidierte ab 1953 für den GB/BHE zum Deutschen Bundestag, Kreistagsmitglied in Meinerzhagen |
| Angermeyer, Joachim (1923–1997)                   | ab 1941                                                         | FDP                                                               | 1976–1980 Mitglied des Deutschen Bundestages |
| Arndt, Rudi (1927–2004)                           | 1944–1945                                                       | SPD                                                               | 1956–1972 Landtagsabgeordneter in Hessen, Ministerämter in Hessen, 1972–1977 Oberbürgermeister Frankfurt am Main, 1979–1989 MdEP, davon 1984–1989 als Fraktionsvorsitzender der Sozialdemokratischen Partei Europas                                                                     |
| Asbach, Hans-Adolf (1904–1976)                    | 1933–1945                                                       | GB/BHE bzw. GDP ab 1950                                           | Minister für Soziales, Arbeit und Flüchtlingsfragen, Stellvertretender Ministerpräsident in Schleswig-Holstein |
| Aschoff, Albrecht (1899–1972)                     | ab 1933                                                         | FDP                                                               | 1961–1965 Mitglied des Deutschen Bundestages |
| Auer, Theodor (1899–1972)                         | ab 1934                                                         |                                                                   | bis 1964 Botschafter der Bundesrepublik Deutschland |
| Aumer, Hermann (1915–1955)                        | ab 1933                                                         | BP                                                                | 1949–1953 Mitglied des Deutschen Bundestages |
| Bachmann, Georg (1885–1971)                       | ab 1940                                                         | CSU                                                               | 1946 Mitglied der Verfassunggebenden Landesversammlung Bayerns, bis 1962 Mitglied des Bayerischen Landtages |
| Bading, Harri (1901–1981)                         | 1937–1939 (Austritt)                                            | SPD ab 1945                                                       | Mitglied des Deutschen Bundestages |
| Baeuchle, Hans-Joachim (1922–2007)                | ab 1940                                                         | SPD ab 1946                                                       | 1969–1972 Mitglied des Deutschen Bundestages |
| Bahlsen, Werner (1904–1985)                       | ab 1942 NSDAP, auch bis jedenfalls 1935 SS                      | CDU                                                               | Mitgründer und Vorsitzender des Wirtschaftsrates der CDU in Niedersachsen |
| Baier, Fritz (1923–2012)                          | ab 1941                                                         | CDU                                                               | 1956–1977 Mitglied des Deutschen Bundestages |
| Bargen, Werner von (1898–1975)                    | 1933–1945                                                       |                                                                   | Botschafter der Bundesrepublik Deutschland |
| Bartels, Wolfgang (1903–1975)                     | 1933–1945                                                       | CDU                                                               | 1957–1961 Mitglied des Deutschen Bundestages |
| Barthold, Erich (1920–2000)                       | 1939–1945                                                       | CDU                                                               | 1960–1980 Mitglied des Landtags von Baden-Württemberg |
| Bartram, Walter (1893–1971)                       | 1937–1945                                                       | CDU                                                               | 1950–1951 Ministerpräsident in Schleswig-Holstein, 1952–1957 Mitglied des Deutschen Bundestags |
| Bartunek, Karl (1906–1984)                        | 1940–1945                                                       | GB/BHE bzw. GDP/BHE ab 1961                                       | 1953–1964 Mitglied des Landtags von Baden-Württemberg |
| Baßler, Karl (1924–2013)                          | 1942–1945                                                       | NPD                                                               | 1968–1972 Mitglied des Landtags von Baden-Württemberg |
| Bauer, Ernst Waldemar (1926–2015)                 | 1944–1945                                                       | FDP                                                               | 1984–1988 Mitglied des Landtags von Baden-Württemberg |
| Bauer, Fritz (1923–1975)                          | 1941–1945                                                       | SPD                                                               | 1972–1975 Mitglied des Landtags von Baden-Württemberg |
| Bauer, Josef (1915–1989)                          | ab 1937                                                         | CDU ab 1951                                                       | 1953–1969 Mitglied des Deutschen Bundestages |
| Bauer, Georg (1913–1981 oder 1982)                | auch SS                                                         | CSU                                                               | 1962–1972 Landrat des Landkreises Weilheim in Oberbayern, 1972–1978 Landrat des Landkreises Weilheim-Schongau |
| Baur, Georg (1895–1975)                           | NSDDB                                                           | CDU                                                               | 1949–1953 Mitglied des Bundestags, 1956–1960 Mitglied des Landtags von Baden-Württemberg |
| Bauser, Adolf (1880–1948)                         | ab 1933 NSLB                                                    | CDU                                                               | 1946–1948 Mitglied des Landtags von Württemberg-Baden |
| Bayerl, Alfons (1923–2009)                        | ab 1941                                                         | SPD ab 1955                                                       | 1967–1980 Mitglied des Deutschen Bundestages |
| Bea, Eugen (1898–1969)                            | 1933–1945                                                       | SPD                                                               | 1948–1952 Mitglied des Badischen Landtags |
| Becher, Walter (1912–2005)                        | 1931–1945                                                       | DG ab 1947, ab 1954 GB/BHE, ab 1967 CSU                           | 1956–1958 Vorsitzender des Witikobundes, 1968–1982 Sprecher der Sudetendeutschen Landsmannschaft, 1950–1962 Landtagsabgeordneter in Bayern für DG und GB/BHE, 1965–1980 Mitglied des Deutschen Bundestages für die CSU                                                                  |
| Berg, Hermann (1905–1982)                         | ab 1937                                                         | FDP, FVP, DP                                                      | 1955–1957 Mitglied des Deutschen Bundestages |
| Bernheim, Ludwig (1884–1974)                      | ab 1933                                                         |                                                                   | 1945–1946 Landrat des Landkreises Buchen, 1946 Mitglied der Vorläufigen Volksvertretung für Württemberg-Baden |
| Bertheau, Werner (1906–1997)                      | 1937–1945                                                       | CDU                                                               | 1950–1972 Landrat des Landkreises Waiblingen, 1960–1961 Mitglied des Landtags von Baden-Württemberg |
| Binder, Paul (1902–1981)                          | ab 1940 als NSBDT                                               | CDU ab 1946                                                       | 1947–1952 Landtag von Württemberg-Hohenzollern, 1953–1960 MdL Baden-Württemberg |
| Birrenbach, Kurt (1907–1987)                      | 1933–1945                                                       | CDU ab 1953                                                       | Mitglied des Deutschen Bundestages |
| Bismarck, Otto von (1897–1975)                    | 1933–1945                                                       | CDU ab 1946                                                       | Mitglied des Deutschen Bundestages |
| Blankenhorn, Herbert (1904–1991)                  | 1938–1945                                                       | CDU ab 1946                                                       | Leiter der Politischen Abteilung des Auswärtigen Amtes |
| Bläsing, Anneliese (1923–1996)                    | 1941–1945                                                       | NPD                                                               | 1966–1970 Mitglied des Hessischen Landtags |
| Bockenkamp, Walter (1907–1994)                    | 1930–1945                                                       | DP, CDU                                                           | 1959–1967 Mitglied des niedersächsischen Landtags, 1955–1960 Mitglied des Rundfunkrates des NDR |
| Böhme, Georg (1926–2016)                          | ab 1944                                                         | CDU ab 1951                                                       | 1961–1965 Mitglied des Deutschen Bundestages |
| Böhme, Günter (1925–2006)                         | ab 1943                                                         | CDU                                                               | 1969–1972 Mitglied des Deutschen Bundestages |
| Böhme, Herbert (1907–1971)                        | 1931–1945                                                       | NPD ab 1965                                                       | |
| Bosselmann, Gustav (1915–1991)                    | ab 1937                                                         | CDU                                                               | 1963–1982 Mitglied des niedersächsischen Landtags, 1965–1970 niedersächsischer Justizminister, 1976–1977 niedersächsischer Innenminister |
| Brachat, Karl (1901–1971)                         | 1937–1945                                                       | CDU                                                               | 1953–1971 Mitglied des Landtags von Baden-Württemberg |
| Brandes, Bruno (1910–1985)                        | ab 1933                                                         | CDU                                                               | 1969 Mitglied des Deutschen Bundestages, 1981–1985 Landrat des Landkreises Holzminden |
| Braun, Erwin (1921–1981)                          | 1940–1945                                                       | CDU                                                               | 1948–1981 Bürgermeister von Oberkirch, 1976–1981 Mitglied des Landtags von Baden-Württemberg |
| Brecht, Julius (1900–1962)                        | ab 1937                                                         | SPD ab 1947                                                       | 1949–1953 Mitglied der Hamburgischen Bürgerschaft, 1957–1962 Mitglied des Deutschen Bundestages |
| Bremm, Klaus (1923–2008)                          | ab 1941                                                         | CDU ab 1950                                                       | 1967–1969 Mitglied des Rheinland-Pfälzischen Landtages, 1969–1976 Mitglied des Deutschen Bundestages |
| Brese, Wilhelm (1896–1994)                        | ab 1937                                                         | CDU ab 1945                                                       | 1949–1969 Mitglied des Deutschen Bundestages |
| Brückner, Reinhard (1923–2015)                    | 1941–1945                                                       | Grüne Partei                                                      | Mitglied des hessischen Landtags 1982–1984 |
| Bräuer, Karl (1881–1964)                          | ab 1933 (Mitgliedsnummer 3.436.154) und SA                      |                                                                   | Mitbegründer und zweiter Präsident des Bundes der Steuerzahler. |
| Bucher, Ewald (1914–1991)                         | bis 1945                                                        | FDP/DVP 1950–1972, ab 1984 CDU                                    | 1962–1965 Bundesminister der Justiz, 1965–1966 Bundesminister für Wohnungswesen und Städtebau |
| Buchka, Karl von (1885–1960)                      | 1933–1945                                                       | DVP, ab 1948 CDU                                                  | 1953–1958 Mitglied des Deutschen Bundestages |
| Buggle, Wilhelm (1915–1989)                       | 1937–1945                                                       | CDU                                                               | 1964–1984 Mitglied des Baden-Württembergischen Landtags |
| Burckardt, Richard (1901–1981)                    | ab 1940                                                         | FDP                                                               | 1961–1965 Mitglied des Deutschen Bundestages |
| Büttner, Fritz (1908–1983)                        | ab 1937                                                         | SPD ab 1945                                                       | 1957–1969 Mitglied des Deutschen Bundestages |
| Campe, Carl von (1894–1977)                       | ab 1940                                                         | DP                                                                | Botschafter der Bundesrepublik Deutschland |
| Cantner, Walter (1908–2002)                       | Ab 1933 SS, 1937–1945 auch NSDAP                                |                                                                   | 1957–1969 Landrat des Landkreises Mergentheim |
| Carstens, Karl (1914–1992)                        | Ab 1933 SA, 1940–1945 auch NSDAP                                | CDU ab 1953                                                       | Präsident des Deutschen Bundestages 1976–1979, Deutscher Bundespräsident |
| Caspar, Helmut (1921–1980)                        | 1939–1945                                                       | SPD                                                               | Mitglied des hessischen Landtags 1963–1978 |
| Conrad, Wilhelm (1911–1971)                       | 1937–1945                                                       | SPD                                                               | Mitglied des hessischen Landtags 1958–1970 |
| Conring, Hermann (1894–1989)                      | 1937–1945                                                       | CDU                                                               | 1953–1969 Mitglied des Deutschen Bundestages |
| Croll, Willi (1924–2018)                          | 1942–1945                                                       | SPD                                                               | 1970–1976 Mitglied des hessischen Landtags |
| Dahlgrün, Rolf (1908–1969)                        | bis 1945                                                        | FDP ab 1949                                                       | 1962–1966 Bundesminister der Finanzen |
| Dannemann, Robert (1902–1965)                     | ab 1933                                                         | FDP                                                               | 1949–1955 Mitglied des Deutschen Bundestages |
| Deist, Heinrich (1902–1964)                       | ab 1938                                                         | SPD                                                               | 1953–1964 Mitglied des Deutschen Bundestages |
| Diebäcker, Hermann (1910–1982)                    | ab 1937                                                         | CDU                                                               | 1957–1969 Mitglied des Deutschen Bundestages |
| Diehl, Günter (1916–1999)                         | ab 1938                                                         |                                                                   | Staatssekretär im Presse- und Informationsamt der Bundesregierung, Botschafter in Neu-Delhi und Tokio |
| Doepner, Friedrich (1893–1965)                    | 1941–1945                                                       | GB/BHE                                                            | 1954–1958 Mitglied des Schleswig-Holsteiner Landtags |
| Dorls, Fritz (1910–1995)                          | 1929–1945                                                       | CDU ab 1946, 1949 GuD / DKP-DRP, ab 1949 SRP                      | Vorsitzender der SRP |
| Dornes, Carl (1906–1980)                          | 1940–1945                                                       | FDP                                                               | 1950–1952 Mitglied des Landtags von Württemberg-Baden, 1953 Mitglied der Verfassunggebenden Landesversammlung von Baden-Württemberg, 1953–1956 Mitglied des Landtags von Baden-Württemberg                                                                                              |
| Dregger, Alfred (1920–2002)                       | ab 1940                                                         | CDU                                                               | 1956–1970 Oberbürgermeister von Fulda, 1967–1982 Landesvorsitzender der CDU Hessen, 1982–1991 Vorsitzender der CDU/CSU-Bundestagsfraktion. |
| Dreher, Eduard (1907–1996)                        | 1937–1945                                                       |                                                                   | Ministerialdirigent im Bundesjustizministerium |
| Dreyer, Hugo (1910–1982)                          | ab 1935                                                         | GB/BHE, CDU                                                       | 1955–1967 Mitglied des Niedersächsischen Landtages |
| Dreyer, Nicolaus (1921–2003)                      | ab 1939                                                         | FDP, CDU                                                          | 1963–1970 Mitglied des Niedersächsischen Landtages 1972–1980 Mitglied des Deutschen Bundestages |
| Duckwitz, Georg (1904–1973)                       | 1932–1945                                                       |                                                                   | Botschafter, Staatssekretär |
| Duckwitz, Richard (1886–1972)                     | 1933–1945                                                       | DP, GDP                                                           | Mitglied der Bremischen Bürgerschaft |
| Dürr, Hermann (1925–2003)                         | ab 1943                                                         | FDP, DVP, SPD                                                     | 1957–1965 und 1969–1980 Mitglied des Deutschen Bundestages |
| Eckhardt, Walter (1906–1994)                      | ab 1933                                                         | CSU ab 1956                                                       | 1957–1961 und 1964–1969 Mitglied des Deutschen Bundestages |
| Edert, Eduard (1880–1967)                         | ab 1940                                                         | parteilos                                                         | 1949–1953 Mitglied des Deutschen Bundestages |
| Effertz, Josef (1907–1984)                        | ab 1933                                                         | FDP                                                               | 1961–1968 Mitglied des Deutschen Bundestages |
| Ehmke, Horst (1927–2017)                          | 1944–1945                                                       | SPD ab 1947                                                       | SPD-Parteivorstand 1973–1991, Bundesminister der Justiz, Bundesminister für besondere Aufgaben und Chef des Bundeskanzleramtes, Bundesminister für Forschung und Technologie, Bundesminister für das Post- und Fernmeldewesen                                                           |
| Einwald, Fritz (1907–1967)                        | 1933–spätestens 1935 (Austritt)                                 | FDP                                                               | 1960–1964 Mitglied des Landtags von Baden-Württemberg |
| Eisenmann, Otto (1913–2002)                       | ab 1933                                                         | DP, FDP 1958–1970, CDU ab 1970                                    | 1957–1967 Mitglied des Deutschen Bundestages, 1967–1969 Minister für Arbeit, Soziales und Vertriebene in Schleswig-Holstein |
| Elsner, Martin (1900–1971)                        | 1939–1945                                                       | GB/BHE                                                            | 1953–1957 Mitglied des Deutschen Bundestages |
| Enders, Christian (1899–1984)                     | 1937–1945                                                       | SPD                                                               | 1962–1970 Mitglied des hessischen Landtags |
| Engelbrecht-Greve, Ernst (1916–1990)              | ab 1935                                                         | CDU                                                               | 1953–1962 Mitglied des Deutschen Bundestages, 1962–1975 Minister für Ernährung, Landwirtschaft und Forsten in Schleswig-Holstein, 1971–1975 Stellvertreter des Ministerpräsidenten des Landes Schleswig-Holstein                                                                        |
| Engell, Hans Egon (1897–1974)                     | 1931–1945, auch 1933–1945 SS                                    | GB/BHE ab 1950                                                    | 1953–1957 Mitglied des Deutschen Bundestages |
| Enseling, Elisabeth (1907–1998)                   | ab 1940                                                         | CDU                                                               | 1966–1969 Mitglied des Deutschen Bundestages |
| Entenmann, Alfred (* 1927)                        | 1944–1945                                                       | CDU                                                               | 1964–1984 Mitglied des Landtags von Baden-Württemberg |
| Epperlein, Helmut (1913–1969)                     | 1940–1945                                                       | NPD                                                               | 1968–1969 Mitglied des Landtags von Baden-Württemberg |
| Eppler, Erhard (1926–2019)                        | 1944–1945                                                       | Gesamtdeutsche Volkspartei ab 1952, ab 1956 SPD                   | 1968–1974 Bundesminister für wirtschaftliche Zusammenarbeit |
| Erdmann, Gerhard (1896–1974)                      | 1933–1945                                                       |                                                                   | 1949–1954 Hauptgeschäftsführer der Bundesvereinigung der Deutschen Arbeitgeberverbände, Vorstandsvorsitzender der Bundesanstalt für Arbeitsvermittlung und -arbeitslosenversicherung |
| Ernesti, Leo (1925–1996)                          | ab 1943                                                         | CDU ab 1951                                                       | 1967–1980 Mitglied des Deutschen Bundestages |
| Ertl, Josef (1925–2000)                           | ab 1943                                                         | FDP                                                               | 1961–1987 Mitglied des Deutschen Bundestages, 1969–1983 Bundesminister für Ernährung, Landwirtschaft und Forsten. |
| Eschenbach, Alexander (1904–1993)                 | 1940–1945                                                       | GB/BHE                                                            | 1954–1956 Mitglied des Landtags von Baden-Württemberg |
| Esser, Fritz (1914–1978)                          | 1933–1945                                                       | SPD                                                               | 1968–1972 Mitglied des Landtags von Baden-Württemberg |
| Etzdorf, Hasso von (1900–1989)                    | 1933–1945                                                       |                                                                   | Deutscher Botschafter in Großbritannien |
| Fähnrich, Kurt (1900–1976)                        | ab 1933, 1933–1937 SA, 1939–1943 NSV                            | GB/BHE                                                            | 1951–1955 Mitglied des Niedersächsischen Landtages |
| Farke, Ernst (1895–1975)                          | ab 1937                                                         | DP                                                                | 1949–1953 Mitglied des Deutschen Bundestages |
| Fassbender, Heinrich (1899–1971)                  | 1931–1932                                                       | ab 1945 NDP, ab 1946 FDP, ab 1955 DP, ab 1962 DNVP, 1964–1969 NPD | 1949–1957 Mitglied des Deutschen Bundestages |
| Feucht, Emil (1910–2000)                          | 1937–1945                                                       | FDP                                                               | 1964–1972 Mitglied des Landtags von Baden-Württemberg |
| Feuring, Adolf (1902–1998)                        | ab 1937                                                         | SPD ab 1946                                                       | 1967–1969 Mitglied des Deutschen Bundestages |
| Fiedler, Eduard (1890–1963)                       | ab 1939 und SdP                                                 | GB/BHE, ab 1962 FDP                                               | 1953 Mitglied des Deutschen Bundestages 1952–1960 Minister für Vertriebene, Flüchtlinge und Kriegsgeschädigte des Landes Baden-Württemberg |
| Filbig, Josef (1891–1963)                         | vor 1931–1945                                                   | DG                                                                | 1952–1958 Oberbürgermeister von Amberg |
| Filbinger, Hans (1913–2007)                       | 1937–1945                                                       | CDU ab 1951                                                       | Ministerpräsident von Baden-Württemberg |
| Finckh, Hermann (1910–1962)                       | 1937–1945                                                       | CDU                                                               | 1953–1962 Mitglied des Bundestages |
| Finke, August (1906–1995)                         | ab 1931, auch SS                                                | SRP                                                               | Abgeordneter des Niedersächsischen Landtages |
| Fischer, August (1901–1986)                       | 1937–1945                                                       | parteilos                                                         | Bürgermeister von Kempten (Allgäu) |
| Frank, Gottlieb (1904–1998)                       | 1933–1945                                                       | CDU                                                               | 1961–1972 Mitglied des Landtags von Baden-Württemberg |
| Frank, Karl (1900–1974)                           | ab 1937                                                         | FDP                                                               | 1951–1960 Finanzminister in Baden-Württemberg, 1952–1964 Mitglied des Baden-Württembergischen Landtages |
| Franke, Walter (1926–2015)                        | ab 1944                                                         | SPD                                                               | Bremer Senator und Bürgermeister in Bremen |
| Frank, Wilhelm (1902–1976)                        | 1937–1945                                                       | CDU                                                               | 1960–1964 Mitglied des Landtags von Baden-Württemberg |
| Friedrich, Bruno (1927–1987)                      | 1944–1945                                                       | SPD ab 1954                                                       | 1972–1980 Mitglied des Deutschen Bundestages |
| Friedrich, Otto Andreas (1902–1975)               | 1941–1945                                                       |                                                                   | 1969–1973 Präsident der Bundesvereinigung der Deutschen Arbeitgeberverbände |
| Fuhrhop, Hans-Jürgen (1915–2004)                  | ab 1937                                                         | CDU                                                               | 1970–1982 Mitglied des niedersächsischen Landtags |
| Fuchs, Jockel (1919–2002)                         | ab 1938                                                         | SPD ab 1947                                                       | 1955–1975 Mitglied des Rheinland-pfälzischen Landtages 1965–1987 Oberbürgermeister der Landeshauptstadt Mainz |
| Furler, Hans (1904–1975)                          | 1934–1945, auch SA ab 1933                                      | CDU                                                               | Präsident des Europaparlamentes |
| Gemein, Heinz (1906–1958)                         | 1930–1945                                                       | GB/BHE                                                            | 1953–1957 Mitglied des Deutschen Bundestages |
| Genscher, Hans-Dietrich (1927–2016)               | 1944–1945                                                       | LDPD 1946–1952, ab 1952 FDP                                       | 1965–1998 Mitglied des Deutschen Bundestages, 1974–1992 Bundesaußenminister |
| Gepperth, Franz (1912–1963)                       | 1938–1945                                                       | GDP                                                               | 1963 Mitglied des Landtags von Baden-Württemberg |
| Gieseking, Erwin (1911–1994)                      | 1937–1945                                                       | DDU ab 1955 BdD                                                   | Mitglied des Saarländischen Landtages (1960–1965), BdD-Landesvorsitzender im Saarland (ab 1956), Kandidat für den Deutschen Bundestag (1957) |
| Giesecke, Gustav (1887–1958)                      | 1925–1945                                                       | SRP 1949–1952                                                     | Mitglied des Niedersächsischen Landtages (1951–1952) |
| Gille, Alfred (1901–1971)                         | 1937–1945, auch SA ab 1933                                      | GB/BHE ab 1950, ab 1961 GDP                                       | Mitglied des Landtages Schleswig-Holstein, Mitglied des Deutschen Bundestages für die GDP |
| Gladitsch, Herbert (1905–1956)                    | 1940–1945                                                       | BCSV                                                              | 1946–1947 Mitglied der Beratenden Landesversammlung des Landes Baden |
| Glüsing, Hermann (1908–1981)                      | 1928–1933 (gleichzeitig SA-Mitglied)                            | CDU                                                               | 1949–1972 Mitglied des Deutschen Bundestages |
| Gmelin, Hans (1911–1991)                          | ab 1933 SA, 1933–1945 auch NSDAP                                | parteilos                                                         | 1954–1975 Oberbürgermeister von Tübingen |
| Goppel, Alfons (1905–1991)                        | 1937–1945, ab 1933 auch SA                                      | CSU                                                               | bayerischer Innenminister (1958–1962), Ministerpräsident von Bayern (1962–1978) |
| Grewe, Wilhelm (1911–2000)                        | 1933–1945                                                       |                                                                   | 1955 Leiter der politischen Abteilung des Auswärtigen Amtes |
| Güde, Max (1902–1984)                             | 1940–1945                                                       | CDU                                                               | 1961–1969 Mitglied des Deutschen Bundestages |
| Gutmann, Wilhelm (1900–1976)                      | 1931–1945                                                       | GP, NPD                                                           | 1968–1972 Mitglied des Landtags in Baden-Württemberg |
| Haake, Hermann (1899–1984)                        | 1939–1945                                                       | SPD                                                               | 1958–1960 Mitglied des Landtags von Baden-Württemberg |
| Habermeier, Julius (1905–1986)                    | 1937–1945                                                       | FDP                                                               | 1964 Mitglied des Landtags von Baden-Württemberg |
| Hagmann, August (1914–1969)                       | 1937–1945                                                       | CDU                                                               | 1960–1968 Mitglied des Landtags von Baden-Württemberg |
| Halt, Karl Ritter von (1891–1964)                 | 1933–1945                                                       |                                                                   | Präsident des westdeutschen Olympischen Komitees |
| Hasenzahl, Erwin (1914–2008)                      | 1933–1945                                                       |                                                                   | 1955–1979 Bürgermeister von Michelstadt |
| Heinzelmann, Wilhelm (1892–1968)                  | 1931–1932                                                       | DG                                                                | 1950–1952 Mitglied des Landtags von Württemberg-Baden |
| von Helden, Willi (1915–1988)                     | 1937–1945                                                       | SPD                                                               | 1964–1976 Mitglied des Landtags von Baden-Württemberg |
| Hellwig, Karl (1924–1993)                         | 1944–1945                                                       | SPD                                                               | Mitglied des hessischen Landtags 1970–1983 |
| Hellwing, Günter (1914–1996)                      | 1938–1945; 1939 SS; 1940 SD; 1943–1944 Gestapo Marseille        | SPD                                                               | 1957 Mitglied des Landtags Nordrhein-Westfalen, 1958 Bundesvorstand der SPD |
| Henckel von Donnersmarck, Georg, Graf (1902–1973) | 1937–1945                                                       | CSU                                                               | 1953–1957 und 1959–1961 Mitglied des Deutschen Bundestages |
| Hennings, Johannes (1900–1973)                    | 1937–1945                                                       | GB/BHE                                                            | 1950–1952 Mitglied des Landtags von Württemberg-Baden |
| Herzog, Robert (1894–1976)                        | 1937–1945                                                       | GB/BHE, GDP                                                       | 1956–1964 Mitglied des Landtags von Baden-Württemberg |
| Hess, Otto (1908–1967)                            | ab 1930 (Mitgliedsnummer 279.534) und SA ab 1930                | DRP, NPD                                                          | Abgeordneter des Niedersächsischen Landtages |
| Hettich, Karl (1901–1957)                         | 1933–1939                                                       | SPD                                                               | 1946–1952 Mitglied des Landtages von Württemberg-Baden |
| Hirrlinger, Walter (1926–2018)                    | 1944–1945                                                       | SPD                                                               | 1960–1972 Mitglied des Landtags von Baden-Württemberg 1968–1972 Minister für Arbeit und Soziales des Landtags von Baden-Württemberg |
| Hofmann, Wilhelm (1917–1995)                      | 1937–1945                                                       | FDP                                                               | 1972–1976 Mitglied des Landtags von Baden-Württemberg |
| Hopf, Volkmar (1906–1997)                         | 1933–1945                                                       | CSU                                                               | ab 1959 Staatssekretär im Bundesministerium der Verteidigung, ab 1964 Präsident des Bundesrechnungshofs |
| Höcherl, Hermann (1912–1989)                      | 1931–1932 und 1935–1945                                         | CSU ab 1949                                                       | 1961–1965 Bundesminister des Innern, 1965–1969 Bundesminister für Ernährung, Landwirtschaft und Forsten |
| Hüglin, Willi (1926–2013)                         | 1944–1945                                                       | SPD                                                               | 1972–1976 Mitglied des Landtags von Baden-Württemberg |
| Hunke, Heinrich (1902–2000)                       | 1923–1945                                                       | BHE                                                               | ab 1955 Mitglied des niedersächsischen Landtags, zuletzt Ministerialdirigent bis 1967 |
| Hütter, Margarete (1909–2003)                     | 1943–1945                                                       | DVP/FDP                                                           | 1949–1953 und 1955–1957 Mitglied des Deutschen Bundestages |
| Jäger, Max (1886–1955)                            | 1937–1945                                                       | CDU                                                               | 1953–1955 Mitglied des Landtags von Baden-Württemberg |
| Joel, Georg (1898–1981)                           | 1926–1945                                                       | DRP                                                               | 1955 bis 1959 Mitglied des Niedersächsischen Landtages |
| Jordan, Pascual (1902–1980)                       | 1933–1945, SA ab 1933                                           | CDU                                                               | 1957–1961 Mitglied des Deutschen Bundestages |
| Kapp, Hermann (1898–1983)                         | 1933–1945                                                       | CDU                                                               | 1960–1968 Mitglied des Landtags von Baden-Württemberg |
| Keller, Paul (1895–1969)                          | 1933–1945                                                       | CDU                                                               | 1956–1964 Mitglied des Landtags von Baden-Württemberg |
| Kempfler, Friedrich (1904–1985)                   | 1931–1945                                                       | CSU ab 1949                                                       | 1957–1976 Mitglied des Deutschen Bundestages |
| Knöpke, Horst (1907–1998)                         | 1930–1935                                                       | SPD ab 1948                                                       | Ab 1956 Ratsherr der Stadt Schwerte, ab 1964 stellvertretender Bürgermeister, 1964–1966 Mitglied des Kreistags Iserlohn, 1966–1975 Mitglied des Landtages von Nordrhein-Westfalen |
| Kiep, Walther Leisler (1926–2016)                 | 1944–1945                                                       | CDU                                                               | 1965–1976 Mitglied des Deutschen Bundestages, Bundesschatzmeister der CDU (1971–1992) |
| Kiesinger, Kurt Georg (1904–1988)                 | 1933–1945                                                       | CDU ab 1946                                                       | 1958–1966 Ministerpräsident von Baden-Württemberg, 1966–1969 deutscher Bundeskanzler |
| Klausa, Udo (1910–1998)                           | 1933–1945, dito SA                                              | CDU                                                               | 1951 bis 1954 stellvertretender, dann verantwortlicher Geschäftsführer des Landkreistags Nordrhein-Westfalen, 1954 bis 1975 Direktor des Landschaftsverbandes Rheinland |
| Klausner, Wolfgang (1906–1958)                    | 1940–1945                                                       | CSU                                                               | 1953–1958 Mitglied des Deutschen Bundestages |
| Klenert, Otto (1915–1993)                         | 1938–1945                                                       | CDU                                                               | 1964–1973 Mitglied des Landtags von Baden-Württemberg |
| Kley, Gisbert (1904–2001)                         | 1940–1945                                                       | CSU                                                               | 1969–1972 Mitglied des Deutschen Bundestages |
| Knorr, Max (1926–?)                               | 1944–1945                                                       | NPD                                                               | 1968–1972 Mitglied des Landtags von Baden-Württemberg |
| Köhler, Fritz (1903–1962)                         | 1940–1945                                                       | SPD                                                               | 1953–1962 Mitglied des Landtags von Baden-Württemberg |
| Köhler, Otto (1897–1960)                          | 1933–1945                                                       | FDP ab 1955                                                       | 1957–1960 Mitglied des Deutschen Bundestages |
| Kohlhase, Hermann (1906–2002)                     | 1937–1945                                                       | FDP                                                               | 1956 bis 1958 Wirtschaftsminister in Nordrhein-Westfalen, 1966–1970 Minister für Landesplanung |
| König, Georg (1897–1976)                          | 1937–1945                                                       | FDP                                                               | 1953–1964 Mitglied des Landtags von Baden-Württemberg |
| Konrad, Franz (1891–1957)                         | 1933–1945                                                       | parteilos oder CDU                                                | 1954 bis 1956 Oberbürgermeister von Schwäbisch Gmünd |
| Körner, Georg (1907–2002)                         | 1929–1945                                                       | GB/BHE, FDP, FVP, DP, GDP, NPD                                    | 1953–1957 Mitglied des Deutschen Bundestages |
| Kracht, Ernst (1890–1983)                         | 1933–1945                                                       |                                                                   | 1950–1958 Leiter der Staatskanzlei der schleswig-holsteinischen Landesregierung |
| Kräutle, Karl (1897–1977)                         | ab 1937, ab 1934 auch SS                                        | SPD                                                               | nach 1948 freiberufliche und selbständige Tätigkeit, kandidierte 1952 für die SPD zur (Landes-)Verfassungsgebenden Versammlung von Baden-Württemberg und 1957 bei der Wahl zum 3. Bundestag im Wahlkreis Biberach                                                                       |
| Kraft, Waldemar (1898–1977)                       | 1943–1945                                                       | 1950–1955 GB/BHE, ab 1956 CDU                                     | 1950–1953 Finanzminister in Schleswig-Holstein, 1951–1953 geschäftsführender Justizminister in Schleswig-Holstein, 1953–1956 Bundesminister für besondere Aufgaben |
| Krapf, Franz (1911–2004)                          | ab 1936, ab 1933 auch SS                                        |                                                                   | bis 1976 Ständiger Vertreter der Bundesrepublik Deutschland beim NATO-Rat in Brüssel |
| Kraus, Udo (1924–1987)                            | 1942–1945                                                       | SPD                                                               | 1972–1980 Mitglied des Landtags von Baden-Württemberg |
| Krüger, Gerhard (1908–1994)                       | Freikorps Oberland und SA seit 1926, NSDAP und NSDStB seit 1928 | ab 1949 DKP-DRP, ab 1950 SRP, 1952–1961 DRP, 1961–1964 DFP        | Mitbegründer der Sozialistischen Reichspartei |
| Krüger, Hans (1902–1971)                          | 1933–1945                                                       | CDU                                                               | 1963–1964 Bundesminister für Vertriebene, Flüchtlinge und Kriegsgeschädigte |
| Kuhn, August (1886–1964)                          | 1940–1945                                                       | CDU                                                               | 1946–1952 Mitglied des Landtags von Württemberg-Baden 1952–1956 Mitglied des Landtags von Baden-Württemberg |
| Kuhngamberger, Ignaz (1892–1973)                  | 1933–1945                                                       | CDU                                                               | 1953–1964 Mitglied des Landtags von Baden-Württemberg |
| Kuhnle, Friedrich (1901–1975)                     | 1940–1945                                                       |                                                                   | 1945–1966 Landrat des Landkreises Vaihingen |
| Kuhnt, Werner (1911–2000)                         | 1929–1945, auch SA                                              | NPD                                                               | 1968–1972 Mitglied des Landtags von Baden-Württemberg |
| Kunstmann, Heinrich (1900–1964)                   | ab 1930, SA                                                     | DRP, DFP                                                          | Bundesvorsitzender der DRP |
| Kuntscher, Ernst (1899–1971)                      | 1938–1945                                                       | CDU                                                               | 1949–1969 Mitglied des Deutschen Bundestages |
| Kunz, Lothar (1892–1972)                          | 1938–1945                                                       | GB/BHE                                                            | 1953–1957 Mitglied des Deutschen Bundestages |
| Lamparter, Erwin (1923–1998)                      | 1942–1945                                                       | SPD                                                               | 1970–1980 Mitglied des Landtags von Baden-Württemberg |
| Lange, Heinz (1914–1985)                          | ab 1936; außerdem SS                                            | FDP                                                               | Mitglied des Landtags Nordrhein-Westfalen 1954–1975, dort stellvertretender Vorsitzender der FDP-Fraktion 1966–1969 und Vorsitzender dieser Fraktion 1969–1970; später CDU |
| Langeheine, Richard (1900–1995)                   | spätestens 1933                                                 | DP, GDP, CDU                                                      | 1955–1974 Mitglied des niedersächsischen Landtags, 1955–1959 niedersächsischer Justiz- bzw. Kultusminister, 1959–1961 Vizepräsident des Landtages, 1965–1970 niedersächsischer Kultusminister und Stellvertretender Ministerpräsident                                                   |
| Lauk, Willi (1913–1965)                           | 1933–1945                                                       | CDU                                                               | 1964–1965 Mitglied des Landtags von Baden-Württemberg |
| Lemke, Helmut (1907–1990)                         | bis 1945                                                        | CDU, ab 1950                                                      | Ministerpräsident in Schleswig-Holstein |
| Leuser, Franz (1913–2005)                         | 1937–1945                                                       | CDU                                                               | 1964–1976 Mitglied des Landtags von Baden-Württemberg |
| Leussink, Hans (1912–2008)                        | 1937–?                                                          | parteilos                                                         | Bundesminister für Bildung und Wissenschaft |
| Leverkuehn, Paul (1893–1960)                      | 1937–1945                                                       | CDU                                                               | 1953–1960 Mitglied des Deutschen Bundestages |
| Lindrath, Hermann (1896–1960)                     | 1937–1945                                                       | CDU                                                               | 1953–1960 Mitglied des Deutschen Bundestages, Bundesminister für den wirtschaftlichen Besitz des Bundes (1957–1960) |
| Listl, Josef (1893–1970)                          | 1930–1945 NSDAP, SA                                             | ab 1948 CSU Ingolstadt                                            | 1948–1962 Stadtrat, ab 1956 Oberbürgermeister Stadt Ingolstadt 1958–1969 Bayerischen Senat, ab 1967 Vizepräsident |
| Löffler, Alfred (1909–1989)                       | 1940–1945                                                       | CDU                                                               | 1956–1976 Mitglied des Landtags von Baden-Württemberg |
| Ludwig, Karl (1923–1999)                          | 1941–1945                                                       | FDP                                                               | 1960–1964 Mitglied des Landtags von Baden-Württemberg |
| Lutz, Oskar (1902–1975)                           | ab 1939 SS, ab 1941 NSDAP                                       | GB/BHE, DRP, DFP, AUD, CDU                                        | Abgeordneter im Landtag von Niedersachsen |
| Mackh, Emil (1894–1951)                           | ab 1930                                                         |                                                                   | 1945 Oberbürgermeister von Esslingen am Neckar |
| Maier, Albert (1890–1962)                         | 1933–1945                                                       | CDU                                                               | 1956–1960 Mitglied des Landtags von Baden-Württemberg |
| Maresch, Robert (1903–1989)                       | 1938–1945                                                       | GB/BHE, GDP, SPD                                                  | 1960–1964 Mitglied des Landtags von Baden-Württemberg |
| Matt, Kurt (1921–1970)                            | 1939–1945                                                       | SPD                                                               | 1964–1968 Mitglied des Landtags von Baden-Württemberg |
| Maunz, Theodor (1901–1993)                        | 1933–1945                                                       | CSU                                                               | 1957–1964 Bayerischer Kultusminister |
| Maurer, Marianne (1903–1995)                      | ab 1935 NSF                                                     | CDU                                                               | 1956–1960 Mitglied des Landtags von Baden-Württemberg |
| Melchers, Wilhelm (1900–1971)                     |                                                                 |                                                                   | Botschafter bis 1965 |
| Metzger, Gertrud (1908–1993)                      | ab 1938 DFW                                                     | SPD                                                               | 1947–1952 Mitglied des Landtags von Württemberg-Hohenzollern |
| Meyer, Philipp (1896–1962)                        | 1932–1945                                                       | CSU                                                               | 1953–1962 Mitglied des Deutschen Bundestages |
| Mikat, Paul (1924–2011)                           | 1943–1945                                                       | CDU                                                               | 1962–1966 Kultusminister in Nordrhein-Westfalen |
| Mix, Erich (1898–1971)                            | 1932–1934 und 1939–1945, SS-Standartenführer                    | FDP                                                               | Mitglied und Vizepräsident des Landtages Hessen |
| Mülberger, Wolfgang (1900–1983)                   | 1933–1945                                                       | CDU                                                               | 1949–1954 Oberbürgermeister von Tübingen |
| Müller, Gebhard (1900–1990)                       | BNSDJ, NSV, FM-SS                                               | CDU                                                               | 1953–1958 Ministerpräsident von Baden-Württemberg |
| Müller, Hermann (1913–1991)                       | 1937–1945                                                       | FDP                                                               | 1960–1966 Finanzminister von Baden-Württemberg |
| Müller, Rudolf (1915–2011)                        | 1937–1945                                                       | FDP                                                               | 1964–1972 Mitglied des Landtags von Baden-Württemberg |
| Neinhaus, Carl (1888–1965)                        | 1933–1945                                                       | CDU                                                               | 1952 Präsident der Verfassunggebenden Landesversammlung und bis 1960 Mitglied des Landtags Baden-Württemberg, 1952–1958 Oberbürgermeister in Heidelberg |
| Neumann, Erich Peter (1912–1973)                  | bis 1941                                                        | CDU                                                               | 1961–1965 Mitglied des Deutschen Bundestages |
| Nüßlein, Franz (1909–2003)                        | ab 1937                                                         |                                                                   | Generalkonsul in Barcelona |
| Oberländer, Theodor (1905–1998)                   | 1933–1945                                                       | FDP, ab 1950 GB/BHE, ab 1955 CDU                                  | 1953–1960 Bundesminister für Angelegenheiten der Vertriebenen, 1953–1961 Mitglied des Deutschen Bundestages |
| Petersen, Helmut (1903–1982)                      | bis 1945                                                        | GB/BHE bzw. GDP ab 1950                                           | 1953–1957 Mitglied des Deutschen Bundestages |
| Philipp, Karl (1901–1966)                         | 1925–1926 und 1933–1945, auch SS                                | CDU                                                               | 1953–1960 Mitglied des Landtags von Baden-Württemberg |
| Pohle, Wolfgang (1903–1971)                       | 1933–1945                                                       | CDU, CSU                                                          | 1953–1957 und 1965–1971 Mitglied des Deutschen Bundestages |
| Poller, Horst (1926–2018)                         | 1944–1945                                                       | CDU                                                               | 1976–1988 Mitglied des Landtags von Baden-Württemberg |
| Preusker, Victor-Emanuel (1913–1991)              | 1937–?                                                          | FDP, Freie Volkspartei, DP/FVP, CDU                               | Bundesminister für Wohnungsbau |
| Rack, Christian (1899–1983)                       | 1937–1945                                                       | CDU                                                               | 1953–1960 Mitglied des Landtags von Baden-Württemberg |
| Redeker, Martin (1900–1970)                       | 1933–1945                                                       | CDU                                                               | Mitglied des Landtags Schleswig-Holstein |
| Rehs, Reinhold (1901–1971)                        | ab 1937                                                         | SPD, ab 1969 CDU                                                  | 1953–1969 Mitglied des Deutschen Bundestages, 1967–1970 Vorsitzender des Bundes der Vertriebenen |
| Reichmann, Martin (1907–2000)                     | ab 1932                                                         | FDP                                                               | 1961–1969 Mitglied des Deutschen Bundestages |
| Reinefarth, Heinz (1903–1979)                     | ab 1932, auch SS                                                | GB/BHE                                                            | Mitglied des Schleswig-Holsteiner Landtags |
| Rieger, Alfred (1907–1990)                        | ab 1931                                                         | FDP                                                               | 1956 Hauptgeschäftsführer des FDP-LV Nordrhein-Westfalen, 1961–1970 MdL NRW |
| Ringelmann, Richard (1889–1965)                   | 1939–1945                                                       |                                                                   | 1950–1954 Staatssekretär im Finanzministerium |
| Röder, Franz-Josef (1909–1979)                    | 1933–1945                                                       | CDU                                                               | Ministerpräsident des Saarlandes (1959–1979), 1957 Mitglied des Deutschen Bundestages |
| Roser, Dieter (1911–1975)                         | 1937–1945                                                       | SPD                                                               | 1948–1966 Oberbürgermeister von Esslingen am Neckar |
| Rößler, Fritz (Dr. Franz Richter) (1912–1987)     | 1930–1945                                                       | DKP-DRP, 1950 DRP und SRP                                         | 1949–1952 Mitglied des Deutschen Bundestages |
| Saam, Hermann (1910–2005)                         | 1933–1945                                                       | FDP/DVP                                                           | 1952–1955 und 1960–1964 Mitglied des Baden-Württembergischen Landtages, 1965–1969 Mitglied des Deutschen Bundestags, 1966–1968 Mitglied des Bundesvorstandes der FDP |
| Samwer, Adolf Franz (1895–1958)                   | 1936–1945                                                       | GB/BHE, CDU                                                       | 1953–1957 Mitglied des Deutschen Bundestags |
| Schachtschabel, Hans Georg (1914–1993)            | 1937–1945, ab 1933, SS ab 1935                                  | SPD ab 1946                                                       | 1969–1983 Mitglied des Deutschen Bundestages, 1974–1975 Mitglied des Europäischen Parlaments |
| Schallwig, Friedrich-Wilhelm (1902–1977)          | 1932–1945                                                       | BHE                                                               | Mitglied des Landtags Baden-Württemberg |
| Scheel, Walter (1919–2016)                        | 1941–1945                                                       | FDP ab 1946                                                       | 1961–1966 Bundesminister für wirtschaftliche Zusammenarbeit 1969–1974 Bundesaußenminister 1974–1979 deutscher Bundespräsident |
| Schiess, Karl (1914–1999)                         | bis 1945                                                        | CDU                                                               | 1964–1980 Mitglied des Landtags von Baden-Württemberg 1972–1978 Innenminister von Baden-Württemberg |
| Schepmann, Wilhelm (1894–1970)                    | 1923–1945                                                       | BHE                                                               | Kreistags- und Stadtratsabgeordneter in Gifhorn, stellvertretender Bürgermeister in Gifhorn |
| Scheringer, Richard (1904–1986)                   | 1923–1931                                                       | ab 1931 KPD/DKP                                                   | 1972–1982 Gemeinderat in Kösching |
| Schild, Heinrich (1895–1978)                      | 1932–1945                                                       | DP CDU                                                            | 1953–1961 Mitglied des Deutschen Bundestages |
| Schiller, Karl (1911–1994)                        | 1937–1941/45                                                    | SPD                                                               | 1966–1972 Bundeswirtschaftsminister 1971/72 auch Bundesfinanzminister |
| Schleyer, Hanns Martin (1915–1977)                | 1937–1945, SS ab 1933 (zuletzt Untersturmführer der Waffen-SS)  | CDU ab 1970                                                       | 1973–1977 Präsident der Bundesvereinigung der Deutschen Arbeitgeberverbände |
| Schlitter, Oskar (1904–1970)                      | ab 1934                                                         |                                                                   | Botschafter |
| Schmidt-Wittmack, Karlfranz (1914–1987)           | 1938–1945                                                       | CDU                                                               | 1953–1955 Mitglied des Deutschen Bundestages |
| Schneider, Heinrich (1907–1974)                   | 1930–1937                                                       | DPS bzw. FDP ab 1950                                              | Stellvertretender Ministerpräsident des Saarlandes |
| Schneider, Ludwig (1893–1977)                     | 1933–1945                                                       | DVP, später FDP                                                   | 1954–1966 Landtagsabgeordneter in Hessen |
| Schönhuber, Franz (1923–2005)                     | 1941–1945                                                       | Die Republikaner 1983–1995                                        | 1989–1994 Mitglied des Europäischen Parlaments |
| Schranz, Helmuth (1897–1968)                      | 1925–1945                                                       | DP/GDP                                                            | 1953–1961 Mitglied des Deutschen Bundestages |
| Schröder, Gerhard (1910–1989)                     | 1933–1941 (Austritt)                                            | CDU ab 1950                                                       | 1953–1961 Bundesminister des Innern 1961–1966 Bundesminister des Auswärtigen 1966–1969 Bundesminister der Verteidigung |
| Schütz, Hans (1901–1982)                          | 1938–1945                                                       | CSU                                                               | 1949–1963 Mitglied des Deutschen Bundestages |
| Schwann, Hermann (1899–1977)                      | 1933–1945                                                       | FDP, ab 1961 VDNV, ab 1965 AUD                                    | 1953–1957 Mitglied des Deutschen Bundestages |
| Seiboth, Frank (1912–1994)                        | ab 1938 Parteisekretär der SdP 1939–1945                        | GB/BHE ab 1952, ab 1961 GDP, ab 1967 SPD                          | 1953–1957 Mitglied des Deutschen Bundestages 1958–1966 Mitglied des hessischen Landtages |
| Seidl, Alfred (1911–1993)                         | 1937–1940                                                       | CSU                                                               | 1958–1986 Mitglied des bayrischen Landtages, 1970–1972 stellvertretender Fraktionsvorsitzender, 1972–1974 Fraktionsvorsitzender 1974–1978 Staatssekretär im Justizministerium Bayern 1977–1978 Bayrischer Innenminister                                                                 |
| Siemer, J. Hermann (1902–1996)                    | 1933–1945                                                       | CDU                                                               | 1947–1951 Mitglied des Niedersächsischen Landtages 1953–1972 Mitglied des Deutschen Bundestages |
| Sievers, Wilhelm (1896–1966)                      | 1925–1945                                                       | CDU                                                               | 1955–1959 Stadtpräsident von Kiel |
| Springmann, Baldur (1912–2003)                    | 1933–34 SA, ab 1936 (?) SS, ab 1939/40 NSDAP                    | AUD, Die Grünen, ÖDP                                              | Mitbegründer der ÖDP |
| Stegner, Artur (1907–1986)                        | 1931–1945                                                       | FDP ab 1945, ab 1957 GB/BHE                                       | 1949–1957 Mitglied des Deutschen Bundestages 1951 Landtagsabgeordneter in Niedersachsen, Landesvorsitzender der FDP in Niedersachsen |
| Strasser, Otto (1897–1974)                        | 1925–1930                                                       | DSU                                                               | Ehrenpräsident der DSU |
| Strathmann, Hermann (1882–1966)                   | ab 1940                                                         | CSU                                                               | 1946–1950 Mitglied des Bayerischen Landtags |
| Stücklen, Richard (1916–2002)                     | 1939–1945                                                       | CSU                                                               | 1949–1990 Mitglied des Deutschen Bundestages; Bundestagspräsident (1979–1983) Bundesminister für das Post- und Fernmeldewesen (1957–1969) 1949–1990 Mitglied des Deutschen Bundestages                                                                                                  |
| Stürtz, Gustav (1915–1992)                        | 1934–1945                                                       | NPD                                                               | 1966–1970 Landtagsabgeordneter in Hessen |
| Taubert, Eberhard (1907–1976)                     | 1931–1945                                                       |                                                                   | ab 1950 Volksbund für Frieden und Freiheit |
| Thadden, Adolf von (1921–1996)                    | ab 1939                                                         | DKP-DRP, DRP, NPD                                                 | Abgeordneter des ersten Deutschen Bundestages (bis 1953) |
| Traeger, Max (1887–1960)                          | NSLB (ab 1. Mai 1933)                                           | FDP                                                               | erster Vorsitzender der Gewerkschaft Erziehung und Wissenschaft |
| Troßmann, Hans (1906–1993)                        | 1935–1945                                                       | CSU                                                               | ab 1949 erster Direktor beim Deutschen Bundestag |
| Vogel, Werner (1907–1992)                         | 1938–1945                                                       | Die Grünen                                                        | 1983 gewählter Bundestagsabgeordneter (vor Konstituierung des Bundestages Mandat niedergelegt) |
| Walter, Fritz (1896–1977)                         | 1929–1945                                                       | FDP                                                               | 1954–1957 Mitglied des Hessischen Landtages 1957–1969 Mitglied des Deutschen Bundestages 1959 Mitglied der 3. Bundesversammlung 1964 Mitglied der 4. Bundesversammlung 1969 Mitglied der 5. Bundesversammlung                                                                           |
| Weirauch, Lothar (1908–1983)                      | 1934–1945                                                       | FDP                                                               | 1950 bis 1954 FDP-Bundesgeschäftsführer Ministerialbeamter in Bonn |
| Weyer, Willi (1917–1987)                          | 1937–1945                                                       | FDP                                                               | ab 1950 Landtag von Nordrhein-Westfalen 1953–1954 Mitglied des Deutschen Bundestages 1954–1958 und 1962–1975 Minister in Nordrhein-Westfalen, zeitweise stellvertretender Ministerpräsident 1957–1987 Präsident des Landessportbundes NRW 1974–1986 Präsident des Deutschen Sportbundes |
| Westarp, Wolf von (1910–1982)                     | 1931–1932 NSSB, 1933–1937 SS                                    | SRP                                                               | Vorsitzender der SRP-Landtagsfraktion im Niedersächsischen Landtag |
| Willeke, Friedrich Wilhelm (1893–1965)            | 1933–1945                                                       | CDU                                                               | 1953–1965 Mitglied des Deutschen Bundestages |
| Wittenburg, Otto (1891–1976)                      | 1937–1945                                                       | DP                                                                | 1949–1957 Mitglied des Deutschen Bundestages |
| Woitschell, Gerhard (1910–1969)                   | 1928–1945                                                       | NPD                                                               | 1966–1969 Landtagsabgeordneter in Hessen |
| Gerhard Wolfrum (1911–?)                          | 1942–1944                                                       |                                                                   | 1946–1953 Geheimdienstarbeit in der Organisation Gehlen 1953–1976 Ministerialbeamter im Bundesvertriebenenministerium |
| Wurm, Martin (1918–1998)                          | 1937–1945                                                       | CDU                                                               | 1968–1972 Mitglied des Landtags von Baden-Württemberg |
| Wurz, Camill (1905–1986)                          | 1937–1945                                                       | CDU                                                               | 1956–1976 Landtagsabgeordneter in Baden-Württemberg |
| Ziegler, Wilhelm (1891–1962)                      | 1933–1945                                                       | GB/BHE                                                            | 1950–1954 Mitglied des Hessischen Landtages |
| Zimmermann, Friedrich (1925–2012)                 | 1943–1945                                                       | CSU                                                               | 1957–1990 Mitglied des Deutschen Bundestages Bundesinnenminister 1982–1989 Bundesverkehrsminister 1989–1991 |
| Zoglmann, Siegfried (1913–2007)                   | ab 1934                                                         | FDP bis 1970, ab 1974 CSU                                         | 1963–1968 Mitglied des Landtages NRW 1957–1976 Mitglied des Deutschen Bundestages |

### Sowjetische Besatzungszone und Deutsche Demokratische Republik

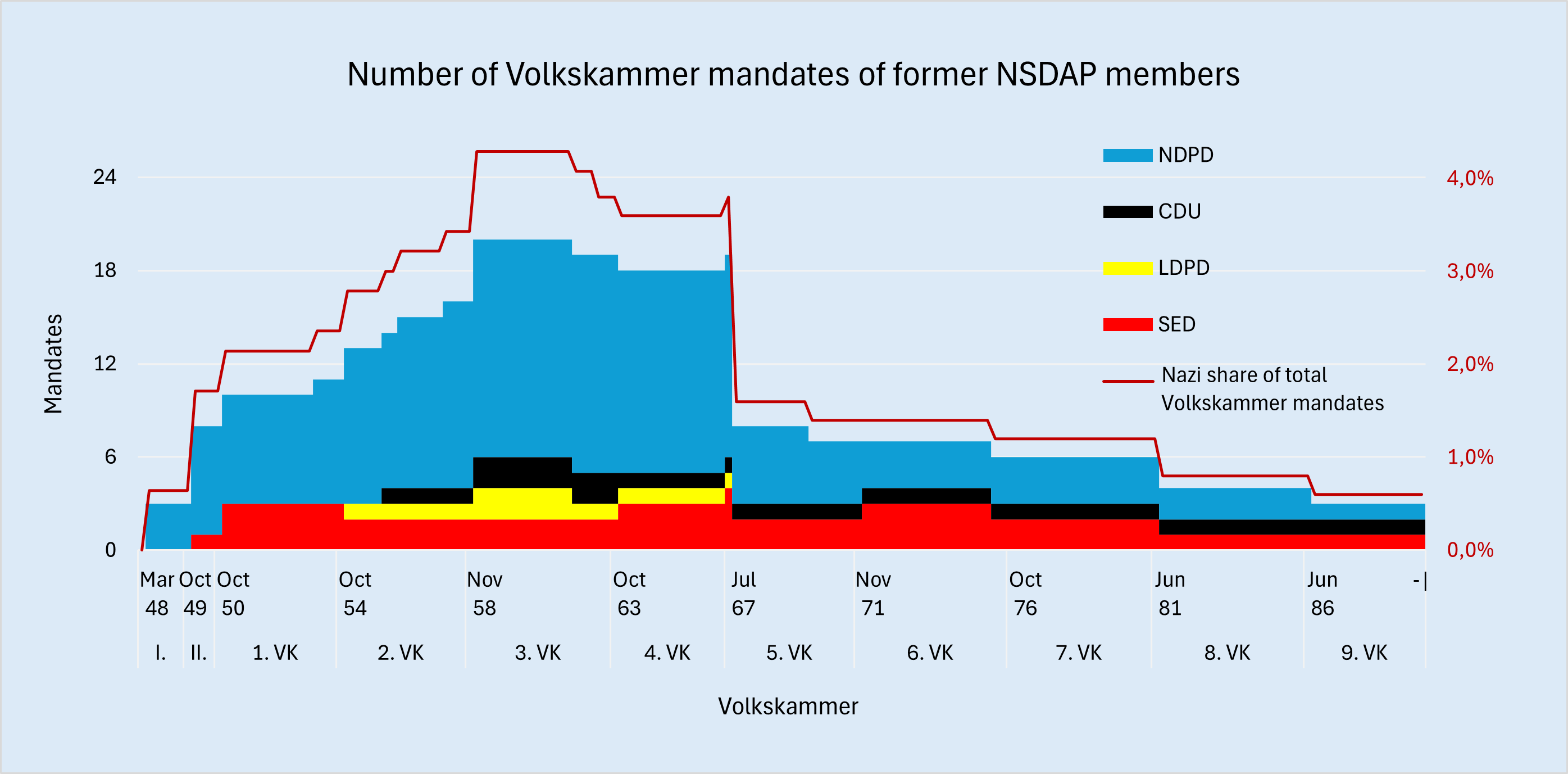
Anzahl der Volkskammermitglieder, die vormals der NSDAP angehörten

Unter den in der Volkskammer vertretenen Parteien (1948–1990) waren auch ehemalige NSDAP-Mitglieder als Abgeordnete im Parlament (max. 4,3 %, siehe Grafik). Die höchste Anzahl Nationalsozialisten erreichte mit 20 die 3. Volkskammer. Dabei konzentrierte sich die überwiegende Mehrheit (14) in der Fraktion der 1948 gegründeten National-Demokratischen Partei Deutschlands (NDPD). Diese ging nach der Wende in der gesamtdeutschen FDP auf, die ihrerseits diesen Rekord im Bundestag hielt. (vgl. mit Grafik oben)
| Name                                               | NSDAP | Parteimitgliedschaften ab 1945             | Amt/Ämter |
| -------------------------------------------------- | --- | ------------------------------------------ | --- |
| Adam, Wilhelm (1893–1978)                          | 1923–1926; ab 1933 Stahlhelm und SA, Träger des Blutordens. | NDPD ab 1948                               | 1950 bis 1952 sächsischer Finanzminister; 1949 bis 1963 Abgeordneter der Volkskammer der DDR; ab 1952 Oberst bei der KVP und 1977 zum Generalmajor a. D. ernannt. |
| Adler, Heinrich (1920–)                            | ab 1938 NSDAP und SS-Totenkopfverband | LDPD                                       | 1960 LDPD-Kreisvorsitzender Berlin-Mitte |
| Bading, Walter (1920–2009)                         | ab 1939 | LDPD                                       | 1963–1967 Abgeordneter der Volkskammer |
| Ball, Kurt Herwarth (1903–1977)                    | ab 1933 | NDPD                                       | Stadtbezirksverordneter in Leipzig-West |
| Bamler, Rudolf (1896–1972)                         | | NDPD, SED                                  | Publizist der Arbeitsgemeinschaft ehemaliger Offiziere (AeO) |
| Baresch, Kurt (1919–)                              | ab 1938 | NDPD                                       | 1963–1967 Abgeordneter der Volkskammer |
| Barthel, Karl-Heinrich (1905–1975)                 | ab 1932 | NDPD                                       | 1956–1963 Abgeordneter der Volkskammer |
| Bartnig, Fritz-Karl (1926–1988)                    | 1944–1945 | CDU                                        | 1958–1982 Vorsitzender des CDU-Bezirksverbandes Leipzig |
| Bartsch, Karl-Heinz (1923–2003)                    | 1940–1945 Soldat/Unteroffizier der Waffen-SS | SED 1949–1963                              | 1954–1960 Mitglied der SED-Bezirksleitung Erfurt; 1963 stellvertretender Landwirtschaftsminister, Vorsitzender des Landwirtschaftsrats beim DDR-Ministerrat, Mitglied des Präsidiums des Ministerrats, Kandidat des Politbüros und Mitglied des ZK; 1963 sämtlicher Ämter enthoben wegen Verschweigens seiner SS-Vergangenheit; 1981–1988 LPG-Vorsitzender eines Färsenaufzuchtbetriebs                                                                   |
| Bartusch, Willy (1912–1996)                        | ab 1937 | DBD                                        | 1952–1960 stellvertretender Vorsitzender des Rates des Bezirks Cottbus |
| Baschleben, Harry (1922–2012)                      | ab 1940 Waffen-SS, ab 1944 NSDAP | NDPD                                       | Mitglied der Stadtverordnetenversammlung von Gera |
| Baumgarten, Erich (1905–?)                         | ab 1937 | NDPD                                       | Abgeordneter der Volkskammer |
| Behrend, Werner (1918–1987)                        | 1937–1945 | CDU                                        | Vorsitzender des Bezirksverbandes Suhl der CDU, Abgeordneter des Bezirkstages Suhl und Nachfolge-Kandidat des Hauptvorstandes der CDU |
| Behrens, Helene (1915–)                            | ab 1935 | SED ab 1961                                | 1963–1967 Abgeordnete der Volkskammer |
| Beil, Gerhard (1926–2010)                          | 1944–1945 | SPD, SED                                   | 1986–1990 Minister für Außenhandel, 1981–1989 Mitglied im SED-Zentralkomitee |
| Bentzien, Hans (1927–2015)                         | 1944–1945 | SED ab 1946                                | 1961–1965 Minister für Kultur |
| Bergmann, Charlotte (1920–)                        | ab 1938 | LDPD ab 1945                               | 1958–1963 Abgeordnete der Volkskammer |
| Bernstein, Harry (1927–)                           | 1944–1945 | SED                                        | 1971 stellvertretender Minister für die Grundstoffindustrie |
| Beyer, Hans (1905–1971)                            | ab 1933 und ab 1933 SA | NDPD                                       | 1954–1958 Abgeordneter der Volkskammer |
| Biermann, Wolfgang (1927–2001)                     | 1944 | SED ab 1956                                | ab 1976 Mitglied des Zentralkomitees der SED, Generaldirektor im VEB Werkzeugmaschinenkombinat „7. Oktober“ in Berlin, 1975 bis 1989 Generaldirektor des VEB Carl Zeiss Jena |
| Blecha, Kurt (1923–2013)                           | 1941–1943 | SED ab 1946                                | 1958–1989 Leiter des Presseamtes beim Vorsitzenden des Ministerrates |
| Blume, Alex (1907–)                                | ab 1937 | CDU ab 1945                                | ab 1963 Mitglied im CDU-Bezirksvorstand Magdeburg |
| Boback, Theo (1909–1967)                           | ab 1931 | NDPD                                       | 1954–1963 Mitglied und zeitweise Sekretär des NDPD-Bezirksverbandes Dresden |
| Bock, Siegfried (1926–2019)                        | 1944–1945 | SED nach 1946                              | bis 1984 DDR-Botschafter in Rumänien und anschließend bis 1990 Leiter der Abteilung Rechts- und Vertragswesen im Ministerium für Auswärtige Angelegenheiten |
| Briz, Fritz (1945–1990)                            | ab 1932, SA-Führer | DBD                                        | Erster Vorsitzender des Bezirksverbandes Suhl der DBD, Abgeordneter des Bezirkstages Suhl |
| Brune, Hans (1915–1971)                            | ab 1933 | NDPD                                       | 1952–1964 stellvertretender Vorsitzender des Rates des Bezirkes Cottbus |
| Bucher, Hermann (* 1920)                           | ab 1939 | SED                                        | 1960–1961 Erster Sekretär der SED-Kreisleitung Sömmerda |
| Dallmann, Siegfried (1915–1994)                    | 1934–1945, 1934 Gaustudentenführer von Thüringen | NDPD ab 1946                               | 1950 bis 1990 Abgeordneter der Volkskammer; 1967–1989 Fraktionsvorsitzender der NDPD; |
| Debes, Kurt (* 1916)                               | ab 1937 | NDPD                                       | Abgeordneter der Volkskammer |
| Deicke, Günther (1922–2006)                        | seit 1940 | NDPD                                       | aktives Mitglied der Deutsch-Ungarischen Gesellschaft |
| Delenschke, Gerd (1925–2018)                       | seit 1943 | NDPD                                       | Abgeordneter der Volkskammer, Mitglied der Stadtbezirksverordnetenversammlung in Berlin-Lichtenberg, 1970–1990 Vizepräsident der Freundschaftsgesellschaft DDR-Italien |
| Dietrich, Benjamin (1910–1981)                     | seit 1930, SA | NDPD                                       | ab 1968 Mitglied im Parteivorstand der NDPD |
| Dreßler-Andreß, Horst (1899–1979)                  | seit 1930 | NDPD                                       | Mitglied des Hauptvorstandes der NDPD |
| Dumke, Harry (* 1922)                              | seit 1. Dezember 1932 | NDPD                                       | Erster Vorsitzender des Bezirksverbandes Gera der NDPD, Mitglied des Hauptausschusses der NDPD |
| Eckardt, Ernst (1922–2002)                         | seit 1. September 1940 | CDU                                        | Stellvertretender Vorsitzender des Bezirksverbandes Suhl der CDU, Abgeordneter des Bezirkstages Suhl |
| Eichhorn, Walter (* 1920)                          | ab 1942 | SED                                        | 1962–1964 Erster Sekretär der SED-Kreisleitung Meiningen |
| Eichler, Heinz (1927–2013)                         | 1944 | SED 1946                                   | 1971 Sekretär des Staatsrates der DDR; bis 1989 Präsidiumsmitglied der Volkskammer der DDR und Sekretär des Staatsrates |
| Emmeluth, Joachim (* 1916)                         | 1936–1937 | SED                                        | 1956–1962 Erster Sekretär der SED-Kreisleitung Eisenberg |
| Ertl, Ernst (1921–1979)                            | ab 1941 | SED ab 1946                                | 1960–1966 Erster Sekretär der SED-Kreisleitung Zeulenroda |
| Ewald, Manfred (1926–2002)                         | 20. April 1944 (vormals NAPOLA-Zögling) | SED 1946                                   | 1952 bis 1960 Vorsitzender des Staatlichen Komitees für Körperkultur und Sport, 1961 Präsident des Deutschen Turn- und Sportbunds (DTSB), ab 1973 Präsident des NOK der DDR, ab 1963 Mitglied des ZK der SED. |
| Feldmann, Wilhelm (1910–1994)                      | ab 1937 | NDPD, BFD, FDP                             | 1949–1967 Abgeordneter der (Provisorischen) Volkskammer, 1950–1958 Minister für Leichtindustrie im Ministerrat der DDR, 1958–1961 Mitglied der Staatlichen Plankommission, 1961–1963 Mitglied des Volkswirtschaftsrat, 1963–1964 stellvertretender Vorsitzender des Staatlichen Vertragsgerichts beim Ministerrat der DDR, 1964–1973 Vizepräsident des Amts für Erfindungs- und Patentwesen der DDR, Mitglied der Freundschaftsgesellschaft DDR – Afrika. |
| Fischer, Paul (* 1918)                             | ab 1936 | SED                                        | 1956 Zweiter Sekretär der SED-Kreisleitung Zeulenroda |
| Franke, Werner (* 1920)                            | ab 1939 | SED                                        | 1954 Zweiter Sekretär der SED-Kreisleitung Jena-Land |
| Frankenberg und Proschlitz, Egbert von (1909–2000) | 1931–1945, 1932 Eintritt in die SS, Legion Condor | NDPD 1949                                  | seit 1957 Militärpolitischer Kommentator des staatlichen Komitees für Rundfunk; 1951 bis 1990 gehörte er dem Hauptausschuss der NDPD an; 1952 Präsident der Sektion Motorrennsport, später bis 1978 des ADMV der DDR |
| Friedrich, Heinz (* 1926)                          | ab 1944 | SED                                        | 1962–1966 Erster Sekretär der SED-Kreisleitung Heiligenstadt |
| Fühmann, Franz (1922–1984)                         | Reiter-SA 1938 | NDPD bis 1972                              | bis 1958 war er als kulturpolitischer Angestellter im Parteiapparat der NDPD, seit 1952 war er außerdem Vorstandsmitglied des DSV |
| Gellert, Johannes (1904–1994)                      | 1.5.1935–1945, 1933–1939 Politischer Leiter, Oberscharführer der SA, Verfasser von NS-Schriften                                                                          | NDPD                                       | Mitglied des Präsidiums der Deutsch-Afrikanischen Gesellschaft. Erster stellvertretender Vorsitzender des Deutschen Kulturbundes im Bezirk Potsdam. Professor mit Lehrstuhl für physische Geographie an der Pädagogischen Hochschule Potsdam. |
| Gericke, Hans (1912–2014)                          | ab 1933 | NDPD                                       | Stadtrat für Aufbau in Ost-Berlin |
| Gerstner, Karl-Heinz (1912–2005)                   | 1935–1945 | SED                                        | Chefreporter der „Berliner Zeitung“ |
| Gießmann, Ernst-Joachim (1919–2004)                | 1937–1945 | SED                                        | SED-Staatssekretär für das Hoch- und Fachschulwesen |
| Gorzynski, Hans (1908–?)                           | seit 1. Mai 1933 | CDU                                        | Mitglied des Nationalrats der Nationalen Front, Abgeordneter der Volkskammer |
| Großmann, Ernst (1911–1997)                        | ab 1938, 1938–1945 Mitglied der SS (zuletzt Unterscharführer), 1940 in einem SS-Totenkopf-Verband, Wachmann im KZ Sachsenhausen, Mitglied des Sudetendeutschen Freikorps | SED                                        | Mitglied des ZK der SED (1959 ausgeschlossen wegen Falschangaben zur Vergangenheit), weiterhin SED-Mitglied und LPG-Vorsitzender in Merxleben |
| Haas, Werner (* 1923)                              | ab 1941 | SED                                        | 1957–1958 Zweiter Sekretär der SED-Kreisleitung Lobenstein |
| Hähling, Kurt (1897–1983)                          | 1933–1945 | NDPD                                       | 1952 stellvertretender Vorsitzender der NDPD, 1953–1960 Vorsitzender des NDPD-Bezirksverbandes Dresden, 1953–1963 Mitglied des Hauptausschusses der NDPD, Abgeordneter des Bezirkstages Dresden, 1954–1958 Mitglied des Nationalrates der Nationalen Front der DDR, ab 1958 Mitglied des Vorstandes der AeO |
| Heidinger, Werner (1904–1981)                      | ab 1933 | NDPD                                       | Abgeordneter in der vierten Wahlperiode der Volkskammer, Mitglied des Zentralvorstandes der DSF |
| Heilmann, Jakob-Adolf (1888–1949)                  | ab 1933 | NDPD                                       | Vorsitzender des NDPD-Landesvorstandes Sachsen-Anhalt und 1949 Abgeordneter der Volkskammer der DDR |
| Heinrich, Horst (* 1921)                           | ab 1939 | NDPD                                       | 1967 Mitglied der Kommission der Volkskammer zur Ausarbeitung einer sozialistischen Verfassung der DDR, Abgeordneter der Volkskammer |
| Heller, Harry (* 1927)                             | ab 1944 | SED                                        | 1954 Zweiter Sekretär der SED-Kreisleitung Heiligenstadt |
| Heppner, Walter (1921–1966)                        | ab 1940 | SED ab 1946                                | 1959 Zweiter Sekretär der SED-Kreisleitung Schleiz |
| Hermann, Herbert (1927–1984)                       | ab 1944 | SED ab 1946                                | 1963–1967 Zweiter Sekretär der SED-Kreisleitung Schmalkalden |
| Heyl, Wolfgang (1921–2014)                         | 1939–1945 | CDU ab 1949                                | 1976–1989 Mitglied des Präsidiums der Volkskammer |
| Homann, Heinrich (1911–1994)                       | 1933–1945 | NDPD ab 1948                               | 1954–1963 stellvertretender Präsident der Volkskammer, 1960 stellvertretender Vorsitzender des Staatsrates der DDR |
| Hummeltenberg, Max (1913–2004)                     | ab 1937 | NDPD ab 1950                               | Direktor der Landesparteischule der NDPD Sachsen-Anhalt, ab 1951 Leiter der Abteilung Lehrerschulung in der Hauptabteilung Politisches Studium und Kultur im NDPD-Parteivorstand, 1952–1953 Stellvertreter des Vorsitzenden des Rates des Bezirkes Leipzig, 1953–1955 als Vorsitzender des NDPD-Bezirksvorstandes Potsdam, Abgeordneter des Bezirkstages Potsdam                                                                                          |
| Kaschuba, Hans (* 1924)                            | ab 1942 | SED                                        | 1967–1969 Erster Sekretär der SED-Kreisleitung Sondershausen |
| Kegel, Gerhard (1907–1989)                         | 1934–1945 | SED ab 1946                                | 1950/51 stellvertretender Chefredakteur „Neues Deutschland“, 1967–1971 Kandidat des ZK der SED, 1973–1976 Botschafter beim Sitz der UN in Genf |
| Kleffel, Siegfried (* 1927)                        | ab 1944 | SED                                        | 1962 Zweiter Sekretär der SED-Kreisleitung Erfurt-Nord |
| Klenner, Hermann (* 1926)                          | ab 1944 | SED ab 1946, heute Die Linke               | 1984 bis 1986 Leiter der DDR-Delegation bei der UN-Menschenrechtskommission in Genf, einer der drei Vorsitzenden, bis 2022 Mitglied des Ältestenrates der Partei Die Linke |
| Korn, Vilmos (1899–1970)                           | 1929–1930 | NDPD                                       | 1945 Mitbegründern des Kulturbundes in Sachsen, 1945–1950 Leiter der Abteilung Belletristik im Kulturbeirat des Ministeriums für Volksbildung, 1949–1958 Abgeordneter der Volkskammer |
| Köhler, Fritz (* 1918)                             | ab 1937 | SED                                        | 1954 Zweiter Sekretär der SED-Kreisleitung Rudolstadt |
| Kröger, Herbert (1913–1989)                        | seit dem 1. Mai 1937, Eintritt in die SA: 3. Oktober 1933, SS-Oberscharführer                                                                                            | SED                                        | Direktor des Instituts für Internationale Beziehungen der Deutschen Akademie für Staats- und Rechtswissenschaft „Walter Ulbricht“ in Potsdam-Babelsberg. 1950–1963 Abgeordneter der Volkskammer. |
| Krauß, Gerhard (* 1925)                            | ab 1943 | SED                                        | 1957–1960 Zweiter Sekretär der SED-Kreisleitung Weimar-Stadt |
| Lang, Otto (1906–1984)                             | seit dem 1. April 1933 | SED                                        | Abgeordneter des Bezirkstages Erfurt, Generalintendant des Nationaltheaters Weimar |
| Laßen, Heinz (1910–1977)                           | ab 1928, SA | NDPD                                       | Abteilungsleiter im NDPD-Landesvorstand Brandenburg |
| Leinhoß, Edgar (* 1927)                            | ab 1944 | KPD 1945, SED ab 1946                      | 1954 Zweiter Sekretär der SED-Kreisleitung Worbis |
| Leithold, Horst (* 1922)                           | ab 1940 | KPD 1946, SED                              | 1954–1960 Erster Sekretär der SED-Kreisleitung Stadtroda |
| Lenski, Arno von (1893–1986)                       | seit 1940 ehrenamtliches Mitglied des Volksgerichtshofes, Generalmajor der Wehrmacht                                                                                     | NDPD seit 1950                             | Vorstandsmitglied der NDPD, General der NVA und Chef der Panzertruppen im Ministerium für Nationale Verteidigung, Abgeordneter in der Volkskammer |
| Lietz, Bruno (1925–2005)                           | 1943–1945 | SED                                        | 1982–1989 Minister für Land-, Forst- und Nahrungsgüterwirtschaft |
| Luthardt, Hans (1918–1982)                         | ab 1937 | NDPD                                       | Mitglied der Volkskammer, der Länderkammer der DDR und Abgeordneter in zwei Landtagen |
| Lüdecke, Rolf (1924–1973)                          | ab 1942 | SED                                        | 1960–1963 Zweiter Sekretär der SED-Kreisleitung Weimar-Land |
| Mall, Kurt (* 1925)                                | ab 1943 | SED                                        | 1967–1971 Erster Sekretär der SED-Kreisleitung Hildburghausen |
| Mallickh, Alexander (1925–2020)                    | ab 1943 | LDPD, NDPD                                 | Abgeordneter des Sächsischen Landtags, stellvertretender Oberbürgermeister von Ost-Berlin, Mitglied des Präsidiums des Nationalrates der Nationalen Front der DDR |
| Markert, Richard (1891–1957)                       | ab 1931 | NDPD                                       | Mitglied des Ostberliner Magistrats |
| Masseck, Werner (1914–1962)                        | ab 1933 | NDPD                                       | 1958–1962 Abgeordneter der Volkskammer |
| Matthes, Heinz (1927–1988)                         | ab 1944 | SED                                        | 1963–1977 Mitglied des Ministerrates; 1963–1981 Abgeordneter der Volkskammer |
| Merkel, Curt-Heinz (1919–2000)                     | 1938–1945 | SED                                        | Handels- und Versorgungsminister bis 1963; 1969 bis 1986 Direktor der HO-Bezirksdirektion Berlin |
| Mohr, Siegfried (* 1927)                           | ab 1944 | SED                                        | 1954 Erster Sekretär der SED-Kreisleitung Wismut-Gera |
| Mosch, Herbert (* 1925)                            | ab 1944 | SED                                        | 1956 Zweiter Sekretär der SED-Kreisleitung Langensalza |
| Müller, Fritz (1918–2018)                          | ab 1938 | SED                                        | 1955–1972 Erster Sekretär der SED-Kreisleitung Saalfeld |
| Müller, Fritz (1920–2001)                          | 1938–1945 | SED                                        | Abteilungsleiter Kaderfragen im ZK der SED 1960–1990 |
| Müller, Joachim (1906–1986)                        | ab 1933 | NDPD 1950–1960                             | Leiter des Kulturbundes im Landkreis Annaberg |
| Nier, Kurt (* 1927)                                | Mitglied der NSDAP im Gau Sudetenland | SED                                        | stellvertretender DDR-Außenminister |
| Nique, Otto (* 1920)                               | ab 1938 | NDPD                                       | Vorsitzender des Bezirksvorstandes Magdeburg der NDPD |
| Otto, Adolf (1888–1962)                            | 1937–1945 | LDPD                                       | Mitglied des Zentralvorstandes der LDPD, Abgeordneter der Volkskammer |
| Pfaffenbach, Friedrich (1921–2008)                 | ab 1939 | NDPD, BFD, FDP, ab 1994 Wahlhelfer der PDS | Vorsitzender des NDPD-Bezirksvorstandes Berlin, Abgeordneter der Volkskammer |
| Pfannenberg, Werner (* 1922)                       | ab 1940 | SED                                        | 1964–1966 Zweiter Sekretär der SED-Kreisleitung Gera-Land |
| Planert, Harry (1926–1964)                         | ab 1944 | SPD 1946, SED                              | 1964 Erster Sekretär der SED-Kreisleitung Gotha |
| Reichelt, Hans (1925–2025)                         | 1943–1945 | DBD ab 1950                                | 1972 stellvertretender Vorsitzender des DDR-Ministerrates |
| Reichelt, Helmut (* 1911)                          | ab 1939 | SED                                        | 1955 Zweiter Sekretär der SED-Kreisleitung Jena-Land |
| Richter, Martin (1915–nach 1989)                   | 1943–1945 | NDPD                                       | Abgeordneter des Landtags von Sachsen und Abgeordneter des Landtags von Mecklenburg-Vorpommern, Abgeordneter der Volkskammer |
| Ring, Friedrich (1915–1964)                        | ab 1937 | NDPD                                       | 1952–1954 stellv. Vorsitzender des Rates des Bezirkes Potsdam |
| Rocholl, Horst (1908–2004)                         | ab 1933 | NDPD ab 1954                               | Mitglied der AeO, Mitglied im Rat des Kreises |
| Rühle, Otto (1914–1969)                            | ab 1937 | NDPD                                       | Vorsitzender des NDPD-Landesvorstandes Sachsen-Anhalt und Abgeordneter der Volkskammer |
| Scheffler, Paul (1907–nach 1965)                   | ab 1933 | NDPD                                       | stellvertretender Leiter und Leiter der NDPD-Landesparteischule Sachsen, 1955–1965 Vorsitzender des NDPD-Bezirksverbandes Suhl, Mitglied des Hauptausschusses der NDPD, Abgeordneter des Bezirkstages Suhl |
| Schill, Gerhard (1925–2000)                        | 1943–1945 | SED nach 1946                              | 1961 Oberbürgermeister der Stadt Dresden |
| Schlee, Walter (1915–2013)                         | ab 1933 | NDPD                                       | 1958–1967 Abgeordneter der Volkskammer |
| Schlette, Friedrich (1915–2003)                    | ab 1935 | NDPD                                       | 1963–1967 Abgeordneter der Volkskammer |
| Schmidt, Gerhard (* 1922)                          | ab 1940 | SED                                        | 1966–1971 Erster Sekretär der SED-Kreisleitung Rudolstadt |
| Schmidt-Wittmack, Karlfranz (1914–1987)            | 1938–1945 | bis 1954 West-CDU, ab 1962 Ost-CDU         | 1953 bis 1955 MdB (als Mitarbeiter der Staatssicherheit); nach seiner Enttarnung 1955 Entziehung des Mandats, ab 1964 Mitglied im Hauptvorstand der Ost-CDU, 1955 bis 1976 Vizepräsident der Kammer für Außenhandel der DDR |
| Schmieder, Werner (* 1926)                         | ab 1944 | wohl ab 1946 SED                           | Minister für Finanzen der DDR 1980/1981 |
| Schönebeck, Fritz (1903–1978)                      | ab 1937 | NDPD                                       | Vorsitzender des Bezirksvorstandes Schwerin der NDPD |
| Schröder, Wilhelm (1913–1967)                      | ab 1940 | DBD ab 1948                                | 1952–1953 Minister für Land- und Forstwirtschaft |
| Schorn, Paul                                       | ab 1943 | SED                                        | 1952–1955 Erster Sekretär der SED-Kreisleitung Neuhaus |
| Schönebeck, Fritz (1903–1978)                      | ab 1937 | NDPD                                       | Vorsitzender des Bezirksvorstandes Schwerin der NDPD |
| Schreiber, Paul (1923–1978)                        | ab 1941 | SED ab 1952                                | 1961–1964 Zweiter Sekretär der SED-Kreisleitung Nordhausen |
| Schumann, Gerhard (1916–1968)                      | ab 1933 | NDPD                                       | Vorsitzender der Bezirksvorstände Cottbus und Magdeburg der NDPD |
| Schumann, Kurt (1908–1989)                         | ab 1937 | NDPD                                       | Präsident des Obersten Gerichts der DDR |
| Schütze, Johannes (1911–nach 1972)                 | ab 1937 | NDPD                                       | 1953–1956 Vorsitzender des NDPD-Bezirksverbandes Schwerin |
| Scurla, Herbert (1905–1981)                        | ab 1933 | NDPD                                       | Leiter des Kulturbunds im Bezirk Cottbus |
| Scembdner, Charlotte (1907–1993)                   | ab 1933 | NDPD                                       | Mitglied des sächsischen DFD-Landesvorstandes, Abgeordnete der Volkskammer |
| Semenuik, Otto (* 1922)                            | ab 1940 | SED                                        | 1958–1962 Zweiter Sekretär der SED-Kreisleitung Erfurt-Land |
| Simon, Max (1919–2009)                             | ab 1941 | NDPD                                       | Abgeordneter in der 3. Wahlperiode der Volkskammer |
| Stechbarth, Horst (1925–2016)                      | 1943–1945 | SED ab 1951                                | 1976–1989 ZK der SED, 1972 bis 1989 Stellvertretender Minister für Nationale Verteidigung und Chef der Landstreitkräfte der NVA |
| Stöckert, Gerhard (* 1927)                         | ab 1944 | SED                                        | 1960–1964 Erster Sekretär der SED-Kreisleitung Stadtroda |
| Stößlein, Herbert (1909–1990)                      | ab 1941 | NDPD                                       | 1958–1971 Mitglied des Vorstandes der AeO |
| Stumme, Herbert (* 1922)                           | ab 1941 | SED                                        | 1966–1983 Erster Sekretär der SED-Stadtbezirksleitung Erfurt-Süd |
| Thelemann, Gerhard (* 1926)                        | ab 1944 | SED                                        | 1965–1966 Zweiter Sekretär der SED-Kreisleitung Sondershausen |
| Tittl, Heinrich (1926–1981)                        | ab 1944 | SED ab 1947                                | 1965–1976 Erster Sekretär der SED-Industriekreisleitung des VEB Carl Zeiss Jena |
| Trappen, Friedel (1924–2013)                       | 1942–1945 | SED                                        | DDR-Botschafter in Chile und anschließend stellvertretender Leiter der Abteilung Internationale Verbindungen im SED-Zentralkomitee |
| Uhse, Bodo (1904–1963)                             | 1927–1930, auch Bund Oberland | SED                                        | 1950–1954 SED-Volkskammerabgeordneter, 1950–1952 Vorsitzender des Schriftstellerverbandes in der DDR |
| Vorthmann, Philipp (?–?)                           | seit dem 1. Oktober 1930 | NDPD                                       | Stv. Vorsitzender des Rates des Bezirkes Suhl, Abgeordneter des Bezirkstages Suhl, Erster Vorsitzender der Gesellschaft zur Verbreitung wissenschaftlicher Kenntnisse des Bezirkes Suhl |
| Wagner, Harry (* 1927)                             | ab 1944 | SED                                        | 1968–1984 Zweiter Sekretär der SED-Kreisleitung Jena-Stadt |
| Wagner, Herbert (* 1927)                           | ab 1944 | SED ab 1950                                | 1952–1955 Zweiter Sekretär der SED-Stadtleitung Gera |
| Weitz, Hans Jürgen (?–?)                           | 1942–1945 und Mitglied der SS | SED                                        | Seit 1981 war Weitz Botschafter in Ägypten, vorher im Irak und in Kuwait, zeitweise auch führender Mitarbeiter im DDR-Außenministerium. |
| Weiz, Herbert (1924–2023)                          | 1942–1945 | KPD/SED ab 1945/46                         | 1958 ZK der SED, 1967 stellvertretender Vorsitzender des DDR-Ministerrates |
| Wiesner, Kurt (1907–1967)                          | 1. Mai 1933, 1931–1932 und 1933–1934 Angehöriger der SA. Mitglied der NS-Studentenkampfhilfe.                                                                            | CDU                                        | Vorsitzender der Arbeitsgruppe „Christliche Kreise“ beim Nationalrat der Nationalen Front. |
| Winkler, Werner (1913–1964)                        | 1931–1945 | SED                                        | Minister für chemische Industrie seit dem 26. November 1955; stellvertretender Vorsitzender der Staatlichen Plankommission |
| Wittig, Werner (1926–1976)                         | ab 1944 | SED                                        | ab 1967 Mitglied des Zentralkomitees der SED und Abgeordneter der Volkskammer |
| Wolff, Max (1879–1963)                             | ab 1933 | NDPD                                       | 1954–1958 Erster Vorsitzender des Bezirksfriedensrates Halle |
| Wunderlich, Alfred (1901–1963)                     | ab 1933 | NDPD                                       | 1949–1958 Abgeordneter der Volkskammer |

## Österreich
| Name                               | NSDAP                                                                                            | Parteimitgliedschaften ab 1945 | Amt/Ämter |
| ---------------------------------- | ------------------------------------------------------------------------------------------------ | ------------------------------ | --- |
| Bandion, Karl (1903–2000)          | 1933–1945                                                                                        | VdU, ÖVP                       | 1956–1969 Nationalratsabgeordneter, 1962–1969 Bundesratsabgeordneter |
| Brugger, Anton (1912–1999)         | 1940–1945                                                                                        | ÖVP                            | 1954, 1965–1970 Bundesratsabgeordneter |
| Czettel, Hans (1923–1980)          | 1941–1945                                                                                        | SPÖ                            | 1953–1969 Nationalratsabgeordneter, 1964–1966 Innenminister |
| Frühbauer, Erwin (1926–2010)       | 1945                                                                                             | SPÖ                            | 1965–1973 Nationalratsabgeordneter, 1970–1973 Verkehrsminister |
| Gohm, Josef (1906–1983)            | 1933–?, ab 1938                                                                                  | VdU, FPÖ                       | 1949–1959 Abgeordneter zum Vorarlberger Landtag, 1949–1954 2. Landtagsvizepräsident des Vorarlberger Landtag |
| Haiden, Günter (1926–2004)         | 1944–1945                                                                                        | SPÖ                            | 1976–1986 Landwirtschaftsminister |
| Guglberger, Herbert (1909–1971)    | 1940–1945                                                                                        | ÖVP                            | 1962–1971 Nationalratsabgeordneter |
| Guth, Ernst (1893–1986)            | 1933–1945                                                                                        | ÖVP                            | 1953–1956 Nationalratsabgeordneter |
| Haberzettl, Oswald (1892–1981)     | 1938–1945                                                                                        | ÖVP                            | 1960–1964 Bundesratsmitglied |
| Hainzl, Sepp (1888–1960)           | ab Anfang der 1930er, SS                                                                         | FPÖ                            | 1956 Mitglied der Landesparteileitung der FPÖ und Spitzenkandidat der FPÖ im Wahlkreis Oststeiermark |
| Hanke, Franz (1892–1980)           | ab 1921, ab 1931 SA-Standartenführer, Reichstagsabgeordneter                                     | DNAP                           | Stellvertretender Vorsitzender der DNAP |
| Hetzenauer, Franz (1911–2006)      | 1939–1945                                                                                        | ÖVP                            | 1956–1969 Nationalratsabgeordneter |
| Hellwagner, Franz (1916–2012)      | 1938–1945                                                                                        | SPÖ                            | 1966–1982 Nationalratsabgeordneter |
| Huber, Reinhold (1904–1984)        | vor 1934, SA                                                                                     | Freiheitspartei Kärnten, FPÖ   | 1955–1965 Landesparteichef der Freiheitspartei Kärnten, Abgeordneter im Kärntner Landtag 1956–1970, 1956–1965 Landesobmann der FPÖ |
| Kamitz, Reinhard (1907–1993)       | 1940–1945                                                                                        | parteilos                      | 1952–1960 Finanzminister |
| Knafl, Stefan (1927–2005)          | 1944–1945                                                                                        | ÖVP                            | ab 1979 stellvertretender Kärntner Landeshauptmann |
| Knaus, Hubert (1907–1988)          | ab 1938                                                                                          | FPÖ                            | Bezirksparteiobmann der FPÖ Sankt Veit an der Glan, Mitglied des Landesparteivorstandes, 1956–1965 Abgeordneter im Kärntner Landtag, 1956 Mitglied des Bundesparteileitung, 1956 Mitglied des Bundesparteivorstand, 1965–1970 Landesrat der Kärntner Landesregierung, Mitgründer und Ehrenmitglied des Kärntner Heimatdienstes |
| Kopf, Rudolf (1890–1971)           | 1938–1940 Landesstatthalter in Vorarlberg                                                        | VdU, FPÖ                       | 1949–1954 Abgeordneter zum Nationalrat, 1954–1959 Landesrat in Vorarlberg |
| Kos, Wilhelm (1910–1995)           | 1930–1945, auch SS 1931–1945                                                                     | FPÖ                            | 1959–1966 Abgeordneter zum Nationalrat |
| Kowarik, Karl (1907–1987)          | ab 1933 NSDAP                                                                                    | FPÖ                            | 1958 Landesparteiobmann der FPÖ Burgenland |
| Krottendorfer, Leopold (1913–1987) | 1940–1945                                                                                        | ÖVP                            | 1962–1970 Nationalratsabgeordneter |
| Lukeschitsch, Adolf (1902–1972)    | 1940–1945                                                                                        | ÖVP                            | 1953–1956 Bundesratsabgeordneter |
| Kery, Theodor (1918–2010)          | 1945                                                                                             | SPÖ                            | 1966–1987 Landeshauptmann im Burgenland |
| Krüttner, Manfred (1909–1992)      |                                                                                                  | VdU, FPÖ                       | 1949–1975 Bezirksparteiobmann des VdU bzw. der FPÖ im Flachgau, 1956–1975 Mitglied des Landesparteivorstandes, 1956–1985 Mitglied der Landesparteileitung der FPÖ Salzburg, 1955–1963 Mitglied der Bundesparteileitung der FPÖ, 1949–1954 Mitglied des Gemeinderates der Stadt Salzburg                                        |
| Mahnert, Klaus (1913–2005)         | Mitgliedsnr. 512.506, SA (Brigadeinspekteur für Tirol), später SS, Gauinspekteur von Tirol       | FPÖ                            | Geschäftsführer der „Neuen Front“, 1965–1973 Mitglied im Gemeinderat Innsbruck, 1959–1966 Landesparteiobmannstellvertreter der FPÖ Tirol, 1967–1968 Vorsitzender des Programmausschusses der FPÖ und Mitglied der Bundesparteileitung der FPÖ, Abgeordneter im Nationalrat                                                     |
| Mayer, Ferdinand (1916–1991)       | 1940–1945                                                                                        | ÖVP                            | 1956–1962 Nationalratsabgeordneter |
| Moser, Josef (1919–2003)           | 1938–1945                                                                                        | SPÖ                            | 1959–1979/80 Nationalratsabgeordneter, 1970–1979/80 Bautenminister |
| Murer, Franz (1912–1994)           | 1938–1945, auch SS („Schlächter von Vilnius“)                                                    | ÖVP                            | Bezirksbauernvertreter |
| Nicka, Eduard (1911–1972)          | ab 1930 NSDAP, ab 1939 SS                                                                        | FPÖ                            | 1957–1960 Generalsekretär der FPÖ |
| Öllinger, Johann (1914–1990)       | 1938–1945 (seit 1933 bei der SA)                                                                 | SPÖ                            | 1970 Landwirtschaftsminister vor Oskar Weihs (28 Tage) |
| Peter, Friedrich (1921–2005)       | 1938–1945                                                                                        | VdU, FPÖ                       | 1958–1978 Parteiobmann der FPÖ |
| Petschnig, Otmar (1925–1991)       | 1943–1945                                                                                        | ÖVP                            | 1983–1984 Bundesratsabgeordneter |
| Piesch, Hans (1889–1966)           |                                                                                                  | SPÖ                            | 1945–1947 Landeshauptmann in Kärnten |
| Polster, Reinhold (1922–2009)      | 1940–1945                                                                                        | ÖVP                            | 1972–1982 Bundesratsabgeordneter |
| Reinthaller, Anton (1895–1958)     | 1930–1945, SS (Obergruppenführer), 1938 Landwirtschaftsminister 1939–1945 Reichstagsabgeordneter | FPÖ                            | 1956–1958 Bundesobmann der FPÖ |
| Rösch, Otto (1917–1995)            | 1938–1945                                                                                        | SPÖ                            | 1970–1977 Bundesminister für Inneres, 1977–1983 Bundesminister für Landesverteidigung |
| Thoma, Franz (1886–1966)           | 1941–1944                                                                                        | ÖVP                            | Ab 1948 war Thoma Mitglied der Steiermärkischen Landesregierung und ab 1949 Landtagspräsident. Insgesamt war er zehn Jahre lang Nationalratsabgeordneter. |
| Schaber, Franz (1923–2010)         | 1942–1945                                                                                        | ÖVP                            | 1969–1970 Nationalratsabgeordneter |
| Schauer, Erwin (1927–2006)         | 1940–1945                                                                                        | ÖVP                            | 1978–1980 Nationalratsabgeordneter |
| Scherrer, Josef (1908–1989)        | 1940–1945                                                                                        | ÖVP                            | 1964–1975 Nationalratsabgeordneter |
| Scheuch, Robert (1896–1974)        |                                                                                                  | VdU, FPÖ                       | 1949–1956, 1962–1966 Nationalratsabgeordneter |
| Schleinzer, Karl (1924–1975)       | 1942–1945                                                                                        | ÖVP                            | 1962–1975 Nationalratsabgeordneter, 1961–1964 Bundesminister für Landesverteidigung, 1964–1970 Bundesminister für Land- und Forstwirtschaft, 1971–1975 Bundesparteiobmann der ÖVP |
| Schmitzer, Karl (1926–2011)        | 1940–1945                                                                                        | ÖVP                            | 1970–1971 Nationalratsabgeordneter |
| Schönbauer, Leopold (1888–1963)    | 1944–1945                                                                                        | ÖVP                            | 1959–1962 Nationalratsabgeordneter |
| Scrinzi, Otto (1918–2012)          | 1938–1945                                                                                        | VdU, FPÖ                       | 1984 Gründer der „National-Freiheitlichen Aktion“ |
| Sperger, Hans (1910–1981)          | ab 1933 NSDAP und SA                                                                             | VdU, FPÖ                       | 1969–1976 Mitglied der Vorarlberger Landesregierung, 1970–1976 Landesparteiobmann der FPÖ Vorarlberg |
| Stüber, Fritz (1903–1978)          | ab 1932                                                                                          | VdU, DNAP                      | Vorsitzender der DNAP, Vorsitzender der VdU Wien, 1949–1956 Nationalratsabgeordneter, Chefredakteur der VdU-Wochenzeitung Der Unabhängige |
| Thoman, Josef (1923–2003)          | 1941–1945                                                                                        | ÖVP                            | 1979–1989 Präsident des Tiroler Landtags |
| Tongel, Emil van (1902–1981)       | ab 1932                                                                                          | VdU, FPÖ                       | 1959–1970 Abgeordneter im Nationalrat, 1964–1970 Klubobmann der FPÖ |
| Vonbank, Karl (1895–1975)          | ab 1938                                                                                          | VdU, FPÖ                       | 1959–1972 Abgeordneter zum Vorarlberger Landtag |
| Waldheim, Kurt (1918–2007)         | SA, NSDStB                                                                                       | parteilos                      | 1968–1970 Außenminister, 1972–1981 Generalsekretär der Vereinten Nationen, 1986–1992 Bundespräsident Österreichs |
| Wallnöfer, Eduard (1913–1989)      | 1941–1945                                                                                        | ÖVP                            | 1963–1987 Tiroler Landeshauptmann |
| Weihs, Oskar (1911–1978)           | 1932–1934, 1939–1945                                                                             | SPÖ                            | 1970–1976 Landwirtschaftsminister |
| Weiß, Herbert (1927–2007)          | 1944–1945                                                                                        | ÖVP                            | 1985–1993 Bundesratsabgeordneter |
| Weißmann, Walther (1914–2002)      | 1938–1945                                                                                        | ÖVP                            | 1956–1966 Nationalratsabgeordneter |
| Zechmann, Heinrich (1898–1979)     | NSDAP, SA                                                                                        | FPÖ                            | 1956–1962 Abgeordneter zum Nationalrat |

## Weitere Länder
| Name                                        | NSDAP                                 | Parteimitgliedschaften ab 1945 | Amt/Ämter             |
| ------------------------------------------- | ------------------------------------- | ------------------------------ | --------------------- |
| zur Lippe-Biesterfeld, Bernhard (1911–2004) | bis 1936, auch Mitglied der Reiter-SS |                                | Prinz der Niederlande |